# Hautes Fagnes
Pour les articles homonymes, voir Fagne.
Les Hautes Fagnes (Li Hôte Fagne en wallon : au singulier comme en allemand) forment une région qui s'étend, en Belgique dans la Région wallonne (province de Liège) et, en Allemagne, dans la Rhénanie-Palatinat et la Rhénanie-du-Nord-Westphalie). En néerlandais, Hoge Venen, en allemand, Hohes Venn.

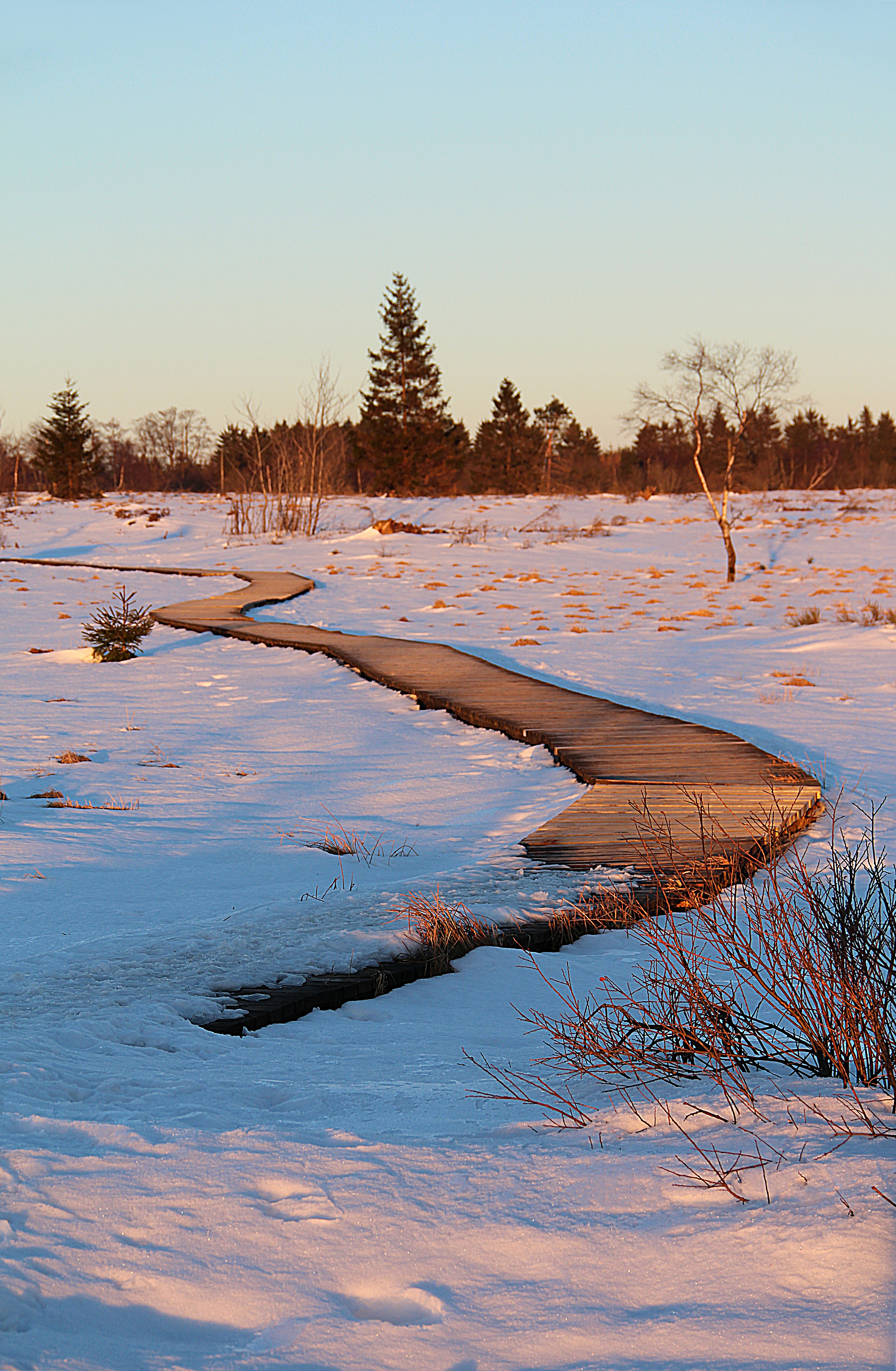
Caillebotis de la Vecquée dans la Grande Fagne à Xhoffraix (Belgique).

En 1957 fut créée la réserve naturelle domaniale des Hautes Fagnes. Depuis 1971, la réserve est englobée dans le parc naturel des Hautes-Fagnes–Eifel. Couvrant plus de 4 300 ha, la réserve est une aire où sont protégés intégralement la faune, la flore, le sol et le paysage. Elle est honorée depuis 1966 d'un diplôme du Conseil de l'Europe et bénéficie de travaux de restauration dans le cadre de projets LIFE.
Il ne faut pas confondre les Hautes Fagnes avec la Fagne, une autre région naturelle qui s'étend en Belgique et en France.
Le signal de Botrange (694 mètres) est le sommet de la Belgique.
Ce sont de vastes étendues (4 500 ha en Belgique) de tourbières, de landes et de forêts qui présentent une flore et une faune assez exceptionnelles liées au climat froid et humide. Les contreforts au nord du plateau accueillent essentiellement de vastes plantations de conifères : c'est la forêt du Hertogenwald.
Les tourbières se sont formées il y a 7 500 ans, à la fin de la dernière glaciation. La tourbe résulte de la décomposition des végétaux, notamment les sphaignes, en milieu très humide. Son épaisseur peut atteindre sept mètres. Jusqu'au milieu du XXe siècle, la tourbe constitue pour les habitants des villages proches un moyen de chauffage appréciable. La surface des tourbières actives ne représente plus qu'une centaine d'hectares.
Le plateau des Hautes Fagnes est le plus important massif tourbeux en Belgique. Les autres massifs importants sont, d'est en ouest, alors que l'altitude décroît progressivement, le plateau des Tailles, le plateau de Saint-Hubert et la Croix-Scaille.

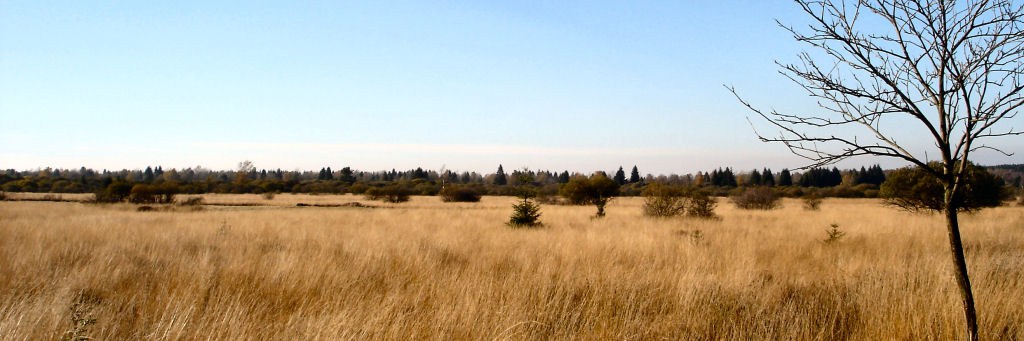
Paysage des Hautes Fagnes.

## Étymologie
Fagne est issu du wallon fagne « terrain marécageux ». Ce terme dérive de l'ancien bas-francique *fanja « boue » (mot apparenté à fange). 

### Homonymie
- Une autre région de Belgique porte le nom de Fagne. Elle est située dans le sud de la province de Namur du côté ouest de la vallée de la Meuse.
- D'autres zones de haut-marais existent sur les points culminants de l'Ardenne, généralement également appelés fagnes, en particulier sur le plateau des Tailles et à la Barrière de Champlon.

## Histoire

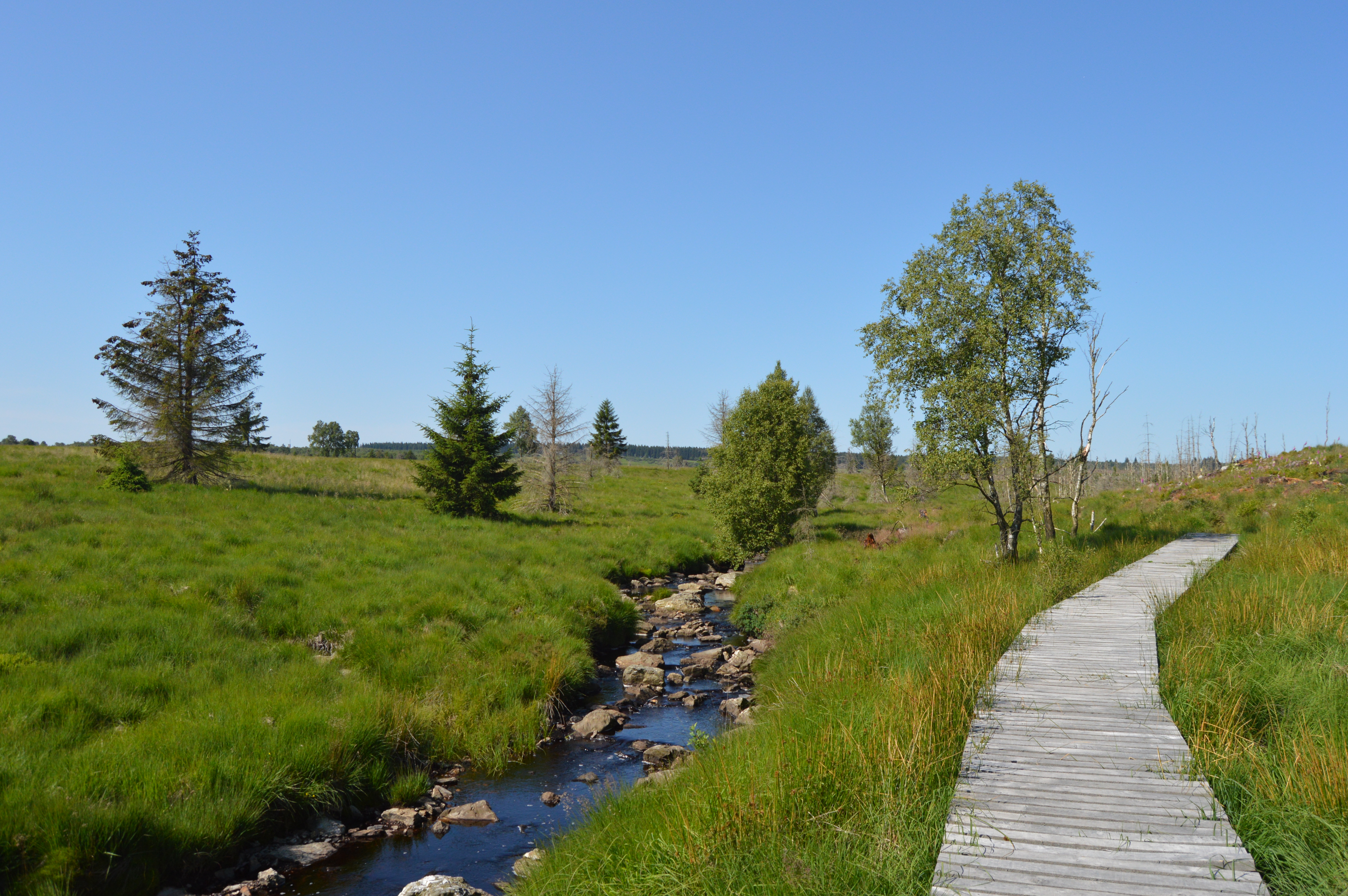
La Helle dans les Hautes Fagnes. La rivière fut de tout temps frontière sur la quasi-totalité de son parcours : entre les cités de Tongres et Cologne sous l'Empire romain, entre le duché de Limbourg et Luxembourg puis le duché de Juliers sous l'Ancien Régime, de 1815 à 1918 entre la Prusse et les Pays-Bas, puis la Belgique à partir de 1830. De nos jours, elle est frontière communale entre Baelen-Membach et Eupen, et limite territorialement la Communauté francophone de Belgique de la Communauté germanophone de Belgique.

Aux VIIe et VIIIe siècles, la Via Mansuerisca est une voie de liaison entre la chaussée romaine de Trèves à Cologne et la chaussée romaine de Bavay à Cologne. Cette voie est mentionnée pour la première fois en 670, dans un diplôme du roi franc Childéric II. La région devient progressivement un lieu de passage et de commerce important entre les différentes principautés qui vont se constituer (et lieu de perception de droits de douane), comme en témoigne toujours pour partie la toponymie (voie du fer, voie du cuivre...).
Des villages, comme Ovifat, Robertville, Elsenborn, Sourbrodt, Jalhay, Solwaster ou Hockai vont progressivement s'établir en bordure du plateau, dont les habitants exploiteront les ressources disponibles pour la pâture du bétail, la récolte de tourbe à brûler ou encore pour l'essartage.
Longtemps, les frontières administratives passent par la Baraque Michel. Au nord-ouest, le marquisat de Franchimont (principauté de Liège), au nord-est, le duché de Limbourg et le duché de Juliers, au sud-est, le comté, puis le duché de Luxembourg, au sud-ouest, la principauté abbatiale de Stavelot-Malmedy.
En 1795, la région devient française (département de l'Ourthe).
Le Congrès de Vienne de 1815 découpe le plateau des Hautes-Fagnes en deux territoires, séparés par une ligne nord-sud passant essentiellement par la Helle et l'Eau Rouge :
1. Stavelot et l'ouest du plateau reviennent aux Pays-Bas
2. Eupen, de langue allemande, et Malmedy, de langue wallonne, reviennent à la Prusse. Ces territoires deviennent belges en 1920.

Dès le XIXe siècle, le paysage de tourbières est profondément modifié par la plantation massive d'épicéas qui bouleverse l'écologie du lieu.
À la même époque, les hautes fagnes deviendront une source d'inspiration intarissable pour d'innombrables artistes-peintres paysagistes. Leurs témoignages picturaux suscitent encore aujourd'hui l'intérêt des collectionneurs attachés au passé de cette région. Les romantiques spadois, tels que les Crehay ou les Henrard, ou plus proche de nous Dieudonné Jacobs, ouvriront la voie à de nombreux artistes de plein air. La région inspirera Guillaume Apollinaire.
En 1924, l'Université de Liège installe une station scientifique pour étudier le haut plateau sous tous ses aspects.
Les territoires contestés sont réintégrés au Reich à la suite de l'invasion de 1940. Cette période de la Seconde Guerre mondiale verra notamment l'installation du camp de travail des prisonniers russes de Bosfagne.
En décembre 1944, le plateau limite au nord l'offensive de la bataille des Ardennes. Des unités allemandes attaquent Montjoie au nord-est des Hautes-Fagnes. Initialement, le plan allemand prévoyait une pénétration en profondeur par Losheimergraben, Rocherath et Elsenborn. Cette poussée sera repoussée par les troupes américaines qui parviendront à tenir la crête d'Elsenborn. On notera aussi que les Allemands tenteront un parachutage de troupes sur les Hautes-Fagnes en vue d'arrêter aux environs du carrefour de Belle-Croix et de la Baraque Michel les renforts américains dépêchés dans la région d'Elsenborn et de Butgenbach (Opération Stösser). Cette opération se soldera par un échec total.
Les territoires annexés par le Reich en mai 1940 réintègrent le territoire belge dès la libération.
En 1957 est créé le parc national des Hautes Fagnes. Sa superficie est de 4 200 ha.
En 1971 est créé le Parc naturel Hautes Fagnes-Eifel qui s'étend sur 2 400 km2, dont 700 km2 en Belgique. Le Centre nature de Botrange en est le siège depuis 1984.
À la fin du XXe siècle, la pression touristique est telle que des mesures conservatoires sont prises, notamment en interdisant certaines zones, en limitant l'accès à d'autres. Cela n'empêche pas le haut plateau d'être envahi l'été par des amoureux de la nature et l'hiver par des milliers de skieurs de fond venus de Belgique, mais aussi des régions proches d'Allemagne et des Pays-Bas.
Le plateau des Hautes-Fagnes a été proposé en 2008 pour une inscription au patrimoine mondial et figure sur la « liste indicative » de l'UNESCO dans la catégorie patrimoine culturel.

### Évènements
- 9 et 10 août 2004 : un incendie ravage 150 ha de fagnes près de la Baraque Michel.
- 25 et 26 avril 2011 : un incendie se déclare aux environs de la Croix Mockel (50° 31′ 58″ N, 6° 03′ 47″ E ), détruisant plus de 1 300 ha de végétation[3].
- 29 et 30 mai 2023 : un incendie détruit plus de 170 ha de la Brackvenn et de l'Allgemeines Venn (entre les lieux dits Entenpfuhl et Nahtsief)[4]. Les dégâts devraient être limités, s'agissant d'un feu de surface sur un sol gorgé d'eau[5].

## Géographie

### Situation
Le plateau des Hautes Fagnes s'étend d'est-nord-est en ouest-sud-ouest, circonscrit au nord par la Vesdre et au sud par la Rour, la Warche puis l'Amblève. Les routes qui le traversent du nord au sud et les rivières qui y creusent de profondes vallées déterminent plusieurs zones de fagnes proprement dites (non boisées).
En partant de l'ouest-sud-ouest, les fagnes peuvent être divisées en trois zones principales :

#### La Fagne de Malchamps
La Fagne de Malchamps, traversée par la route de Spa vers Stavelot. Elle est limitée à l'ouest par la vallée de l'Amblève, à l'est par les vallées de la Hoëgne et l'autoroute E42. La fagne alimente en eau les sources ferrugineuses de Spa. L'aéroport de la ville se situe au nord en bordure, et le Circuit de Spa-Francorchamps au sud. Le Wayai y trouve sa source. Elle occupe une superficie d'environ 350 ha.
Plus à l'ouest encore, en suivant le vieux chemin de la Vecquée sur les crêtes de l'Amblève, se trouve la Fagne James puis une ultime étendue fagnarde aux environs de Bronromme et Monthouet, alimentant les sources du Ninglinspo et de la Chefna.

#### Les Hautes Fagnes sud-occidentales
Les Hautes Fagnes sud-occidentales, aux alentours de la Baraque Michel et du signal de Botrange couvrent la plus grande superficie des Hautes Fagnes. La rivière de la Helle les limite par l'est. Une route reliant d'une part Verviers et Eupen (au nord), et d'autre part Malmedy (au sud), les traverse (N.B. la branche de cette route reliant le carrefour de Belle Croix à Verviers n'est pas représentée sur la carte). Les rivières de la Gileppe, de la Statte, de la Hoëgne, de l'Eau Rouge, du Trôs Marets, du Bayehon, de la Rur, du Schwarzbach, de la Helle et de la Soor y prennent leur source.
Elles sont formées de plusieurs fagnes plus ou moins contiguës toutes reprises comme site de grand intérêt biologique parmi lesquelles :
- la Grande Fagne ou Grande Fange,
- la fagne des Deux-Séries,
- la fagne Leveau,
- les prairies des fermes en Fagne,
- Herbofaye,
- la fagne wallonne,
- la fagne de la Poleûr,
- la fagne de Botrange,
- les fagnes du Setay et de Neûr Lowé,
- la fagne du Fraineu et de Lovaiseu,
- la fagne de Cléfaye,
- Bergervenn.

Elles occupent une superficie d'environ 3 000 ha.

#### Les Hautes Fagnes nord-orientales
Les Hautes Fagnes nord-orientales appelées en allemand Hohes Venn puisque sur territoire germanophone, limitées à l'ouest par la Vesdre et traversée par la route nationale 67 Eupen - Montjoie (en Allemagne). Y prennent source le Spoorbach, le Getzbach et la Vesdre. On y accède par les maisons forestières de Ternell et Neu-Hattlich. Les fagnes suivantes appartiennent à ces fagnes nord-orientales :
- Allgemeines Venn,
- Steinley,
- Konnerzvenn,
- Kutenhard,
- Brackvenn.

Ces fagnes couvrent une superficie d'environ 1 330 ha.
Un autre plateau proche, ne faisant pas à proprement parler partie des Hautes-Fagnes, peut cependant y être associé : le plateau de Rocherath, qui se trouve au sud-est des Hautes Fagnes. Il héberge notamment le camp militaire d'Elsenborn, dont l'essentiel de la superficie est constitué de landes sèches et de fagnes. Prennent source sur ce plateau la Warche, l'Olef, le Perlenbach (ou Schwalm) et les affluents de la rive droite de la Holzwarche. La Rur sépare ces deux plateaux, écologiquement, climatologiquement et géologiquement proches.

### Climat

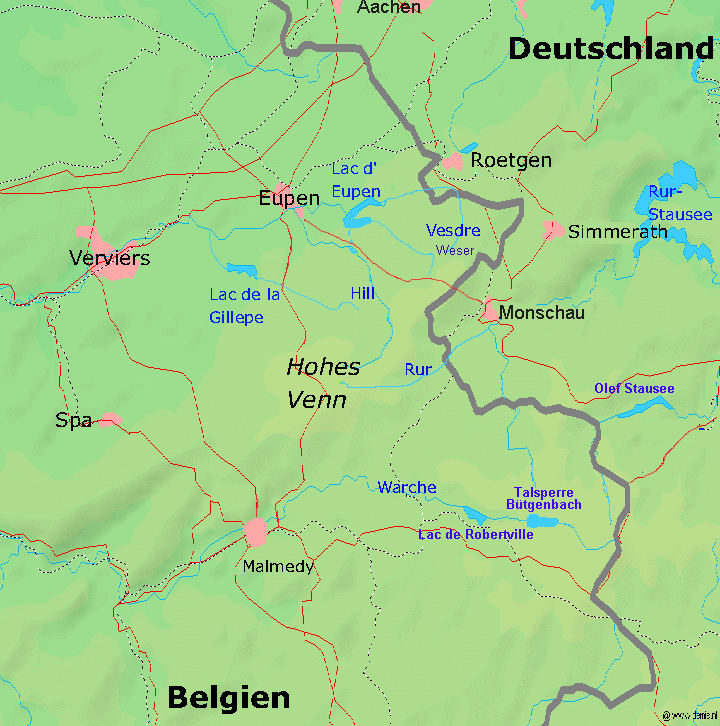
Carte des Hautes Fagnes.

Le climat est anormalement rude par rapport à la faible altitude maximale, et le climat en principe océanique typique du nord de l'Europe occidentale. Diverses espèces de la faune et de la flore y trouvent leur limite de répartition par rapport à la latitude ou l'altitude, dont la chouette de Tengmalm.
Précipitations abondantes (1 400 mm d'eau par an à Botrange, 850 mm à Bruxelles), brouillard épais, neige persistante.
Quelques records : 1,15 m de neige le 9 février 1953 ; il neige parfois encore au mois de mai.

### Géologie et géomorphologie
Le sous-sol des Hautes Fagnes date essentiellement de l'ère primaire (schistes, quartzites et grès de l'Ordovicien et Cambrien; poudingue permien dans les environs de Malmedy). De l'ère secondaire ne restent que quelques traces (crétacé à Hockai et Mont Rigi). Les autres dépôts de l'ère secondaire et de l'ère tertiaire ont disparu avec l'érosion,.
Des particularités locales, telles vallées asymétriques et pierriers, se sont affirmées au cours du quaternaire.

#### Phénomènes périglaciaires

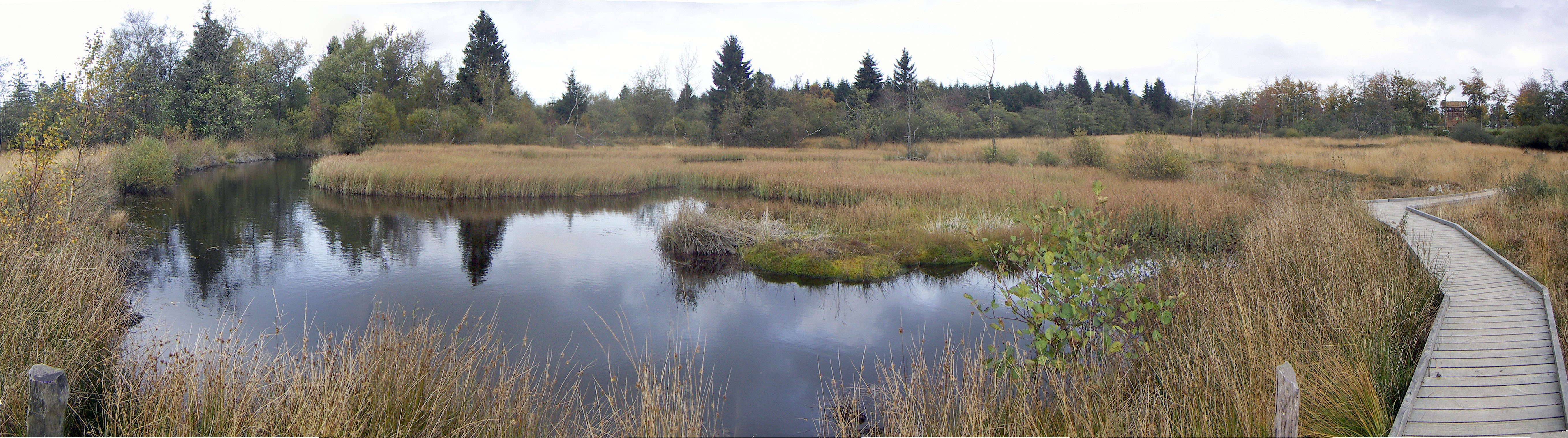
Un lithalse près de Mützenich (Waimes).

Le plateau des Hautes-Fagnes montre de nombreuses traces circulaires correspondant à des cuvettes tourbeuses qui ont longtemps intrigué les scientifiques. Considérées comme des constructions humaines et appelées « viviers » jusqu'au milieu du XXe siècle, elles ont ensuite été interprétées comme des buttes cryogènes formées en climat périglaciaire et successivement reconnues comme des pingos, des palses, des palses minérales et enfin des lithalses (en),.

#### Phénomènes géologiques remarquables
- Les contreforts du plateau accueillent de nombreux pouhons, sources ferrugineuses carbo-gazeuses naturelles.
- Quelques traces d'une roche volcanique, la tonalite, peuvent être observées dans une carrière au lieu-dit Herzogenhügel (50° 32′ 48″ N, 6° 08′ 25″ E) dans la vallée de la Helle. Ce sont les seules roches volcaniques de l'est de la Belgique, proche cependant des volcans de l'Eifel.
- Il est attesté que plusieurs cours d'eau du plateau ont été captés par d'autres cours d'eau au cours des ères tertiaires ou quaternaires : ce sont la Warche, le Trôs Marets et la Pôleur (l'un des ruisseaux donnant naissance à la Hoëgne). La manifestation la plus flagrante de ce phénomène est sans doute la large vallée de l'Eau rouge, dont la taille contraste avec celle du cours d'eau qui l'occupe actuellement. Celle-ci fut en fait anciennement creusée par la Warche et le Trôs Marets[7].
- La cascade du Bayehon, plus importante chute d'eau naturelle de Belgique, et seconde chute d'eau après la cascade artificielle de Coo. Un ruisseau se jette par ailleurs dans la Warche en contrebas du Château de Reinhardstein, formant la plus haute cascade de Belgique (60 mètres). La cascade de Haldebœuf se trouve aussi dans les environs de Spa.

## Faune et flore

### Faune

Panorama des Hautes Fagnes.

À la fin des années 1980, la Région wallonne charge la Station scientifique des Hautes-Fagnes d'élaborer un plan de gestion de cette réserve, noyau et fleuron du parc naturel Hautes-Fagnes – Eifel.  Dans ce but, cette station rassemble et synthétise les informations scientifiques disponibles, dresse ou complète les cartes de végétation. Bref, pour remplir sa mission, elle explore tout à la fois le terrain, la littérature et 64 ans de ses archives. Des bénévoles et plusieurs associations naturalistes viendront aussi épauler ses efforts. Parmi ceux-ci, un groupe d'ornithologues amateurs, coordonné par l'asbl Etudes et Environnement, entreprend de cartographier les oiseaux nicheurs du Haut-Plateau. Début des années 1990, aux termes de cette enquête, l’association produit un rapport à diffusion confidentielle. Il faudra attendre 2003 pour trouver les moyens de l’éditer. Comme un atlas ne constitue pas « une fin en soi, mais le moyen d’en connaître davantage » (Blondel et Huc 1978), le projet initial est modifié : l'ouvrage se double d’un essai consacré à quelques facteurs susceptibles d’influencer la dynamique des populations d’oiseaux nicheurs, tant dans l’espace que dans le temps.
Oiseaux (à compléter)
- Bondrée apivore (nicheuse)
- Autour des palombes (nicheur)
- Faucon crécerelle (nicheur)
- Faucon hobereau (nicheur)
- Pluvier doré (nicheur probable ou certain selon les années, de 1997 à 2004)
- Hibou des marais (nicheur occasionnel)
- Chouette de Tengmalm (nicheuse)
- Pic cendré (nicheur)
- Torcol fourmilier (nicheur)
- Cassenoix moucheté (nicheur)
- Cigogne noire (nicheuse)
- Grèbe castagneux (nicheur)
- Locustelle tachetée (nicheuse)
- Pie-grièche grise (petite population nicheuse)
- Pie-grièche écorcheur (nicheuse)
- Grand Corbeau (nicheur)
- Merle à plastron (nicheur)
- Pipit farlouse (nicheur)
- Grimpereau des bois (nicheur)
- Sizerin flammé (nicheur)
- Bec-croisé des sapins (nicheur)
- Tarin des aulnes (nicheur)
- Grues cendrées (migratrice seulement)
- Tarier pâtre (nicheur)
- Tétras lyre (coq de bruyère): le recensement du printemps 2004 fait état de 27 mâles.
- Traquet motteux (migrateur seulement)
- Vanneau huppé (nicheur)
- Grands mammifères
  - Chat sauvage
  - Cerf
  - Sanglier
  - Chevreuil
  - Martre
  - Renard roux
  - Belette
  - Loup, attesté depuis 2018[10],[11], provenant tant d'Allemagne que de France (lignée italo-alpine)[12]. Première reproduction en 2021[13]. À l'été 2023, trois meutes étaient établies[14].

- Reptiles (à compléter)
  - Orvet
  - Lézard vivipare
  - Couleuvre à collier

### Flore

#### Plantes répandues
- Les sphaignes.
- Les graminées :
  - molinie bleue (Molinia coeralea)
  - nard (Nardus stricta)
- Les laîches :
  - Carex rostrata
  - Carex echinata
  - Carex canescens
- Les joncs :
  - Juncus acutiflorus
  - Juncus squarrosus
- Les linaigrettes :

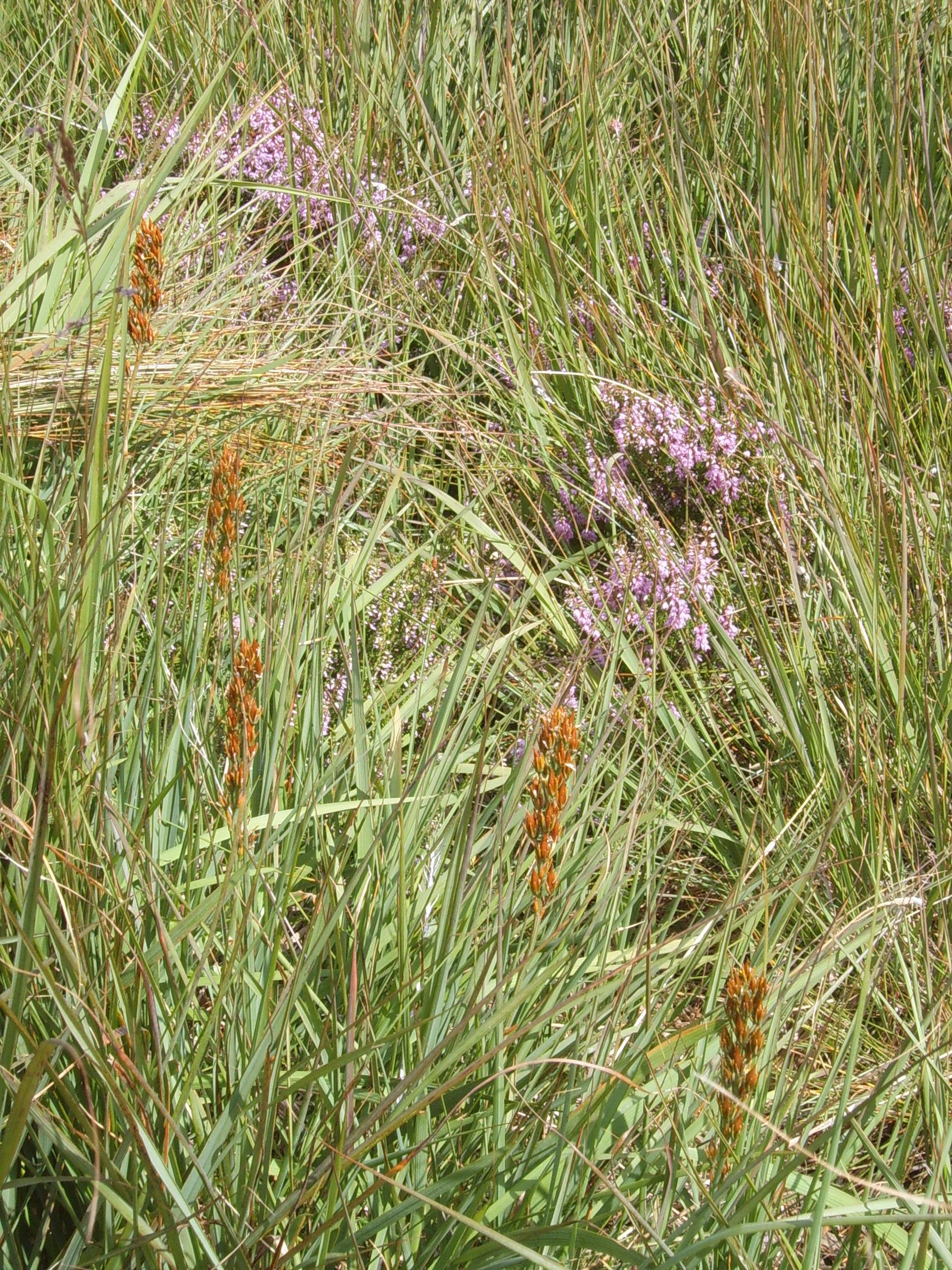
Végétation des Hautes Fagnes : bruyères, molinie bleue et narthécies des marais.

  - linaigrette vaginée (Eriophorum vaginatum)
  - linaigrette à feuilles étroites (Eriophorum angustifolium)
- Les bruyères :
  - bruyère quaternée (Erica tetralix)
  - callune (Calluna vulgaris)
- Les airelles et myrtilles :
  - airelle (Vaccinium vitis-idaea)
  - myrtille (Vaccinium myrtillus)
  - myrtille de loup (Vaccinium uliginosum)
- Le fenouil des Alpes (Meum athamanticum) : notamment dans la vallée de la Schwalm et à la Baraque Michel
- Le comaret (Comarum palustre)
- Le trèfle d'eau (Menyanthes trifoliata)
- L'orchis tacheté (Dactylorhiza maculata)
- Les jonquilles (Narcissus pseudonarcissus), qui faisaient autrefois l'objet d'une cueillette intensive ; elles étaient utilisées dans la région de Malmedy pour teindre les œufs de Pâques en jaune. Aujourd'hui leur cueillette est réglementée (1 bouquet par personne) et strictement contrôlée pour prévenir les dévastations.
- La renouée bistorte (Bistorta officinalis)

#### Plantes remarquables et peu répandues
- Le rossolis à feuilles rondes (Drosera rotundifolia), plante carnivore
- La canneberge (Vaccinium oxycoccos)
- L’andromède (Andromeda polifolia)
- La camarine (Empetrum nigrum)
- La trientale (Trientalis europaea), symbole de la réserve.
- La gentiane des marais (Gentiana pneumonanthe)
- La gentiane jaune (Gentiana lutea)[15]
- Les lycopodes :
  - Huperzia selago
  - Lycopodium clavatum
  - Lycopodiella inundata
- La narthécies des marais (Narhecium ossifragum)
- L’orchis des sphaignes (Dactylorhiza sphagnicola)[16]
- L’arnica (Arnica montana)
- Le jonc filiforme (Juncus filiformis)
- Le rhynchospore (Rhynchospora alba)
- La laîche pauciflore (Carex pauciflora)

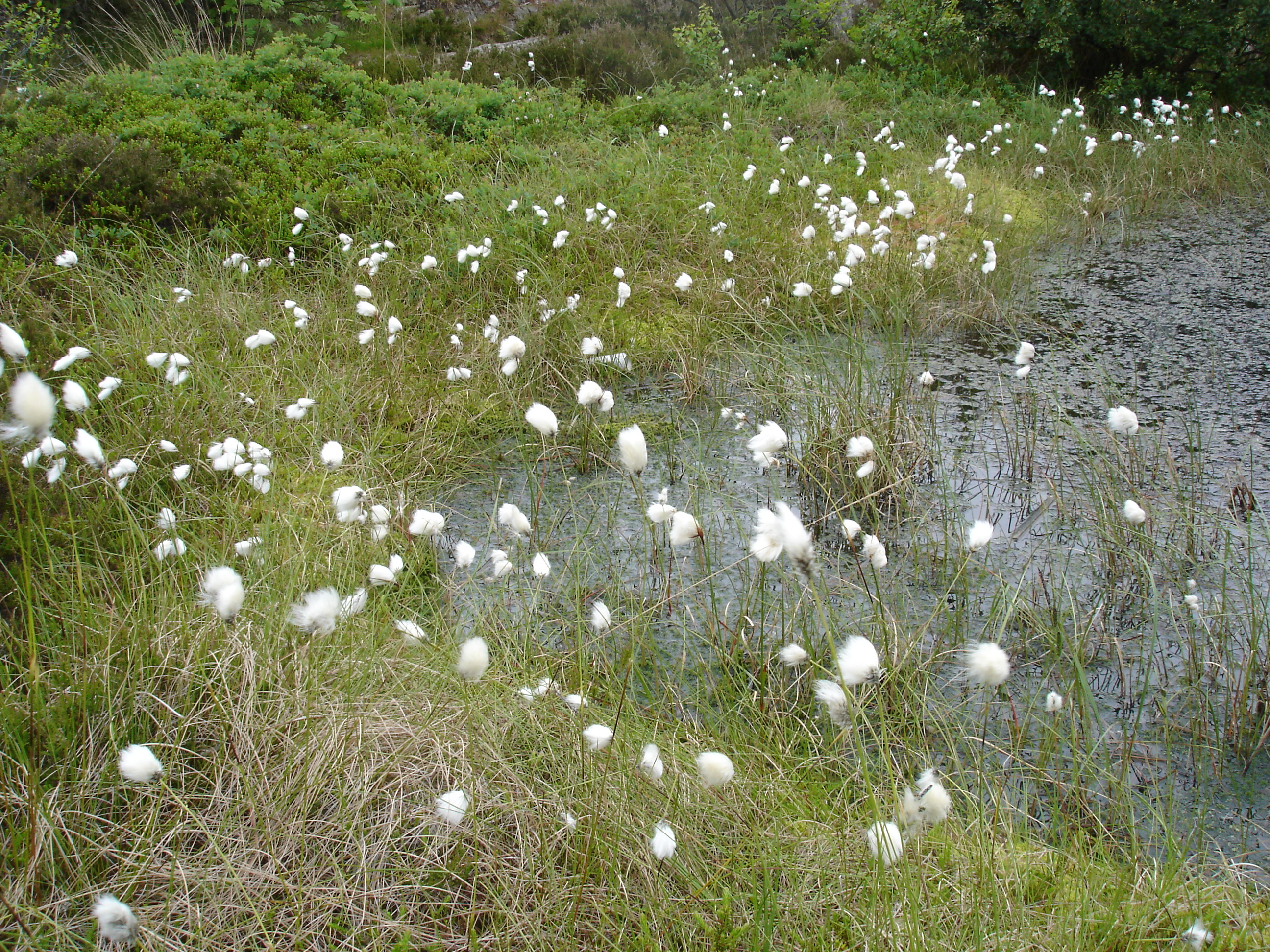
La linaigrette vaginée.
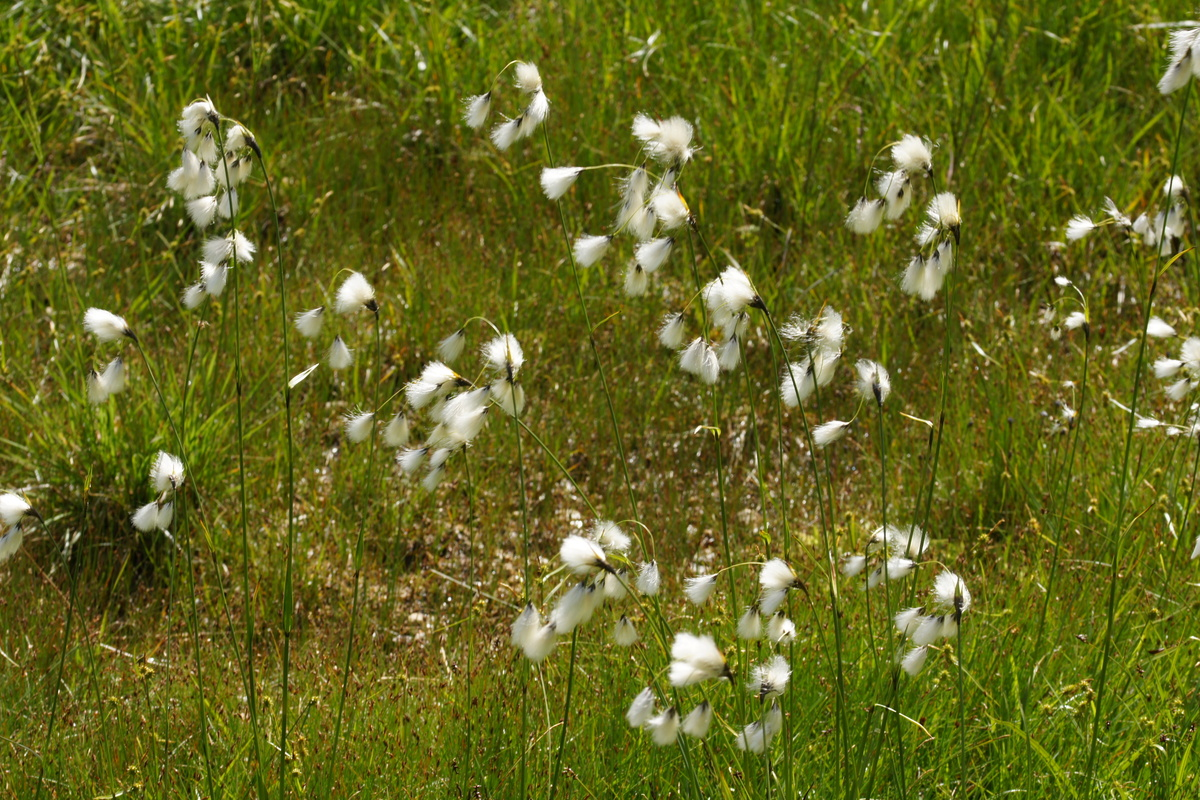
La linaigrette à feuilles étroites.
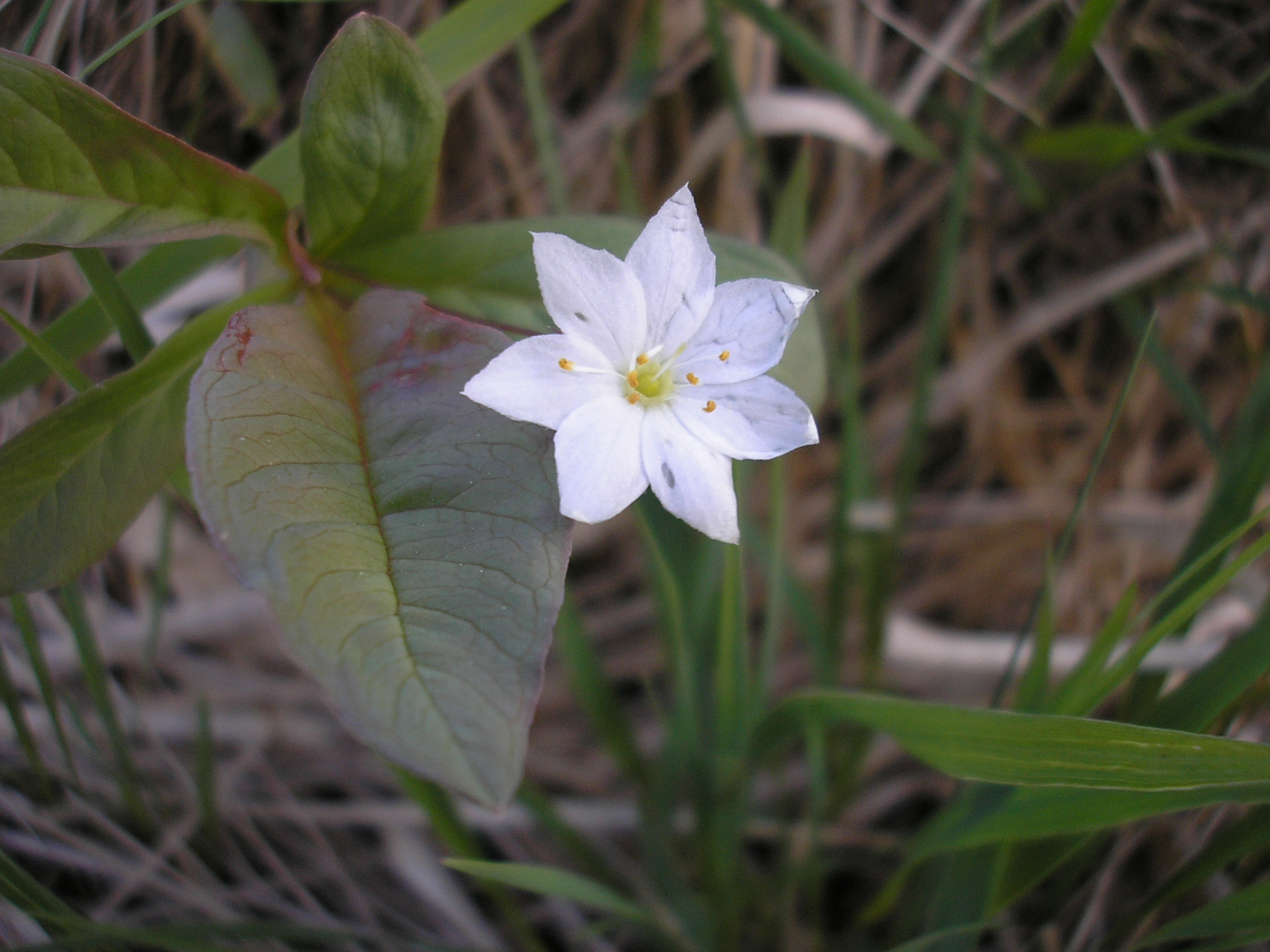
La trientale, symbole de la réserve.
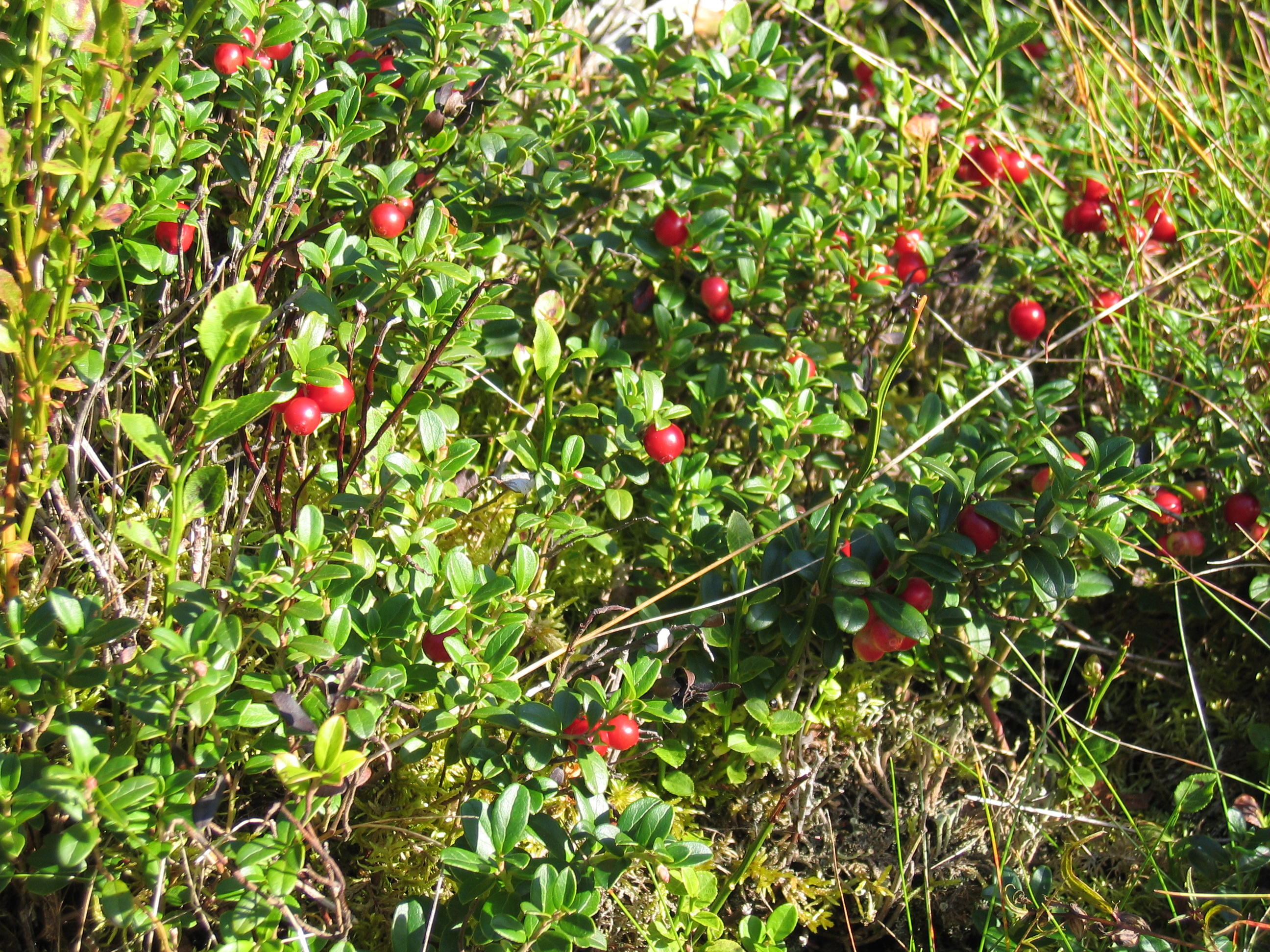
L'airelle.
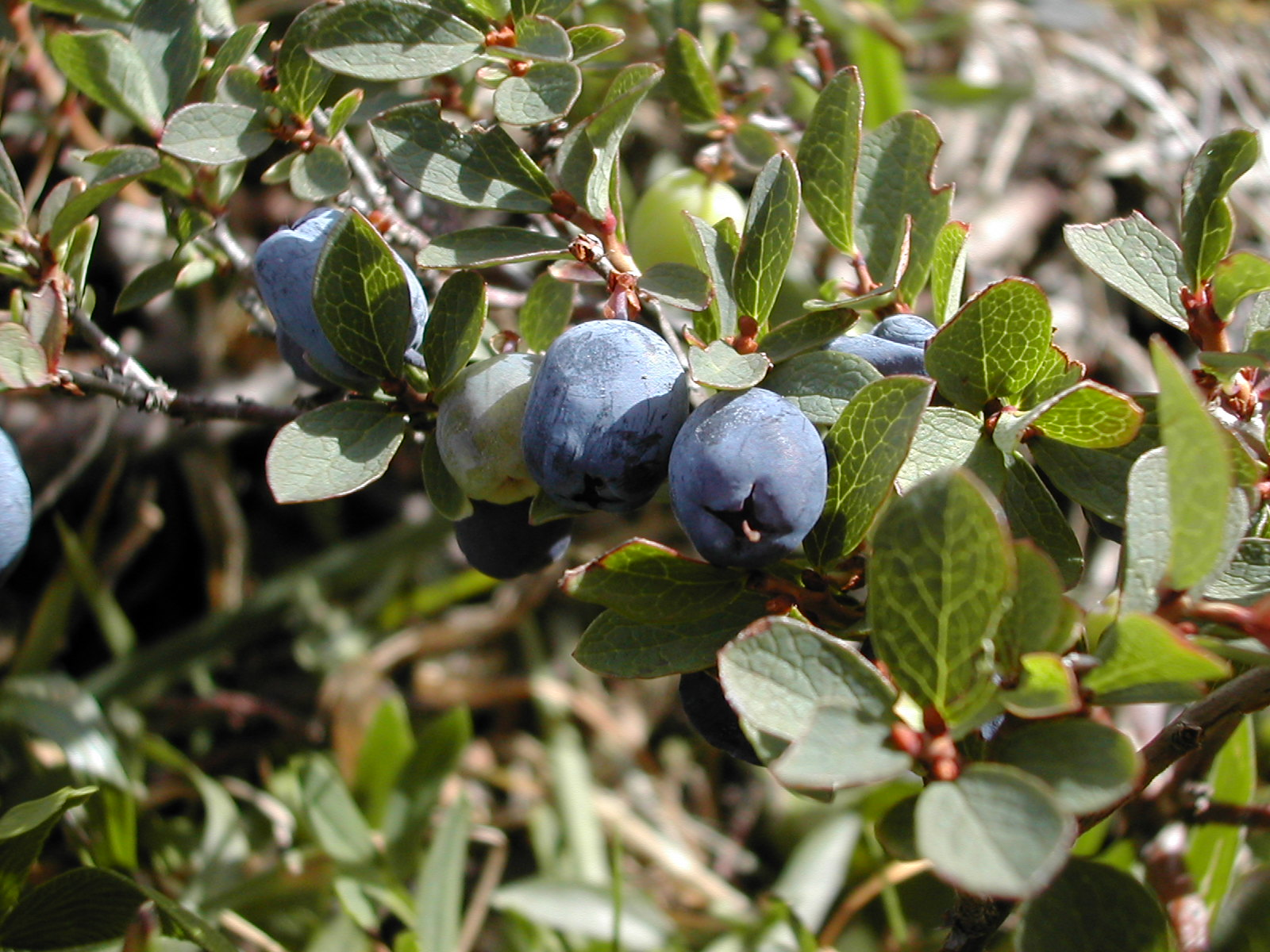
La myrtille de loup.
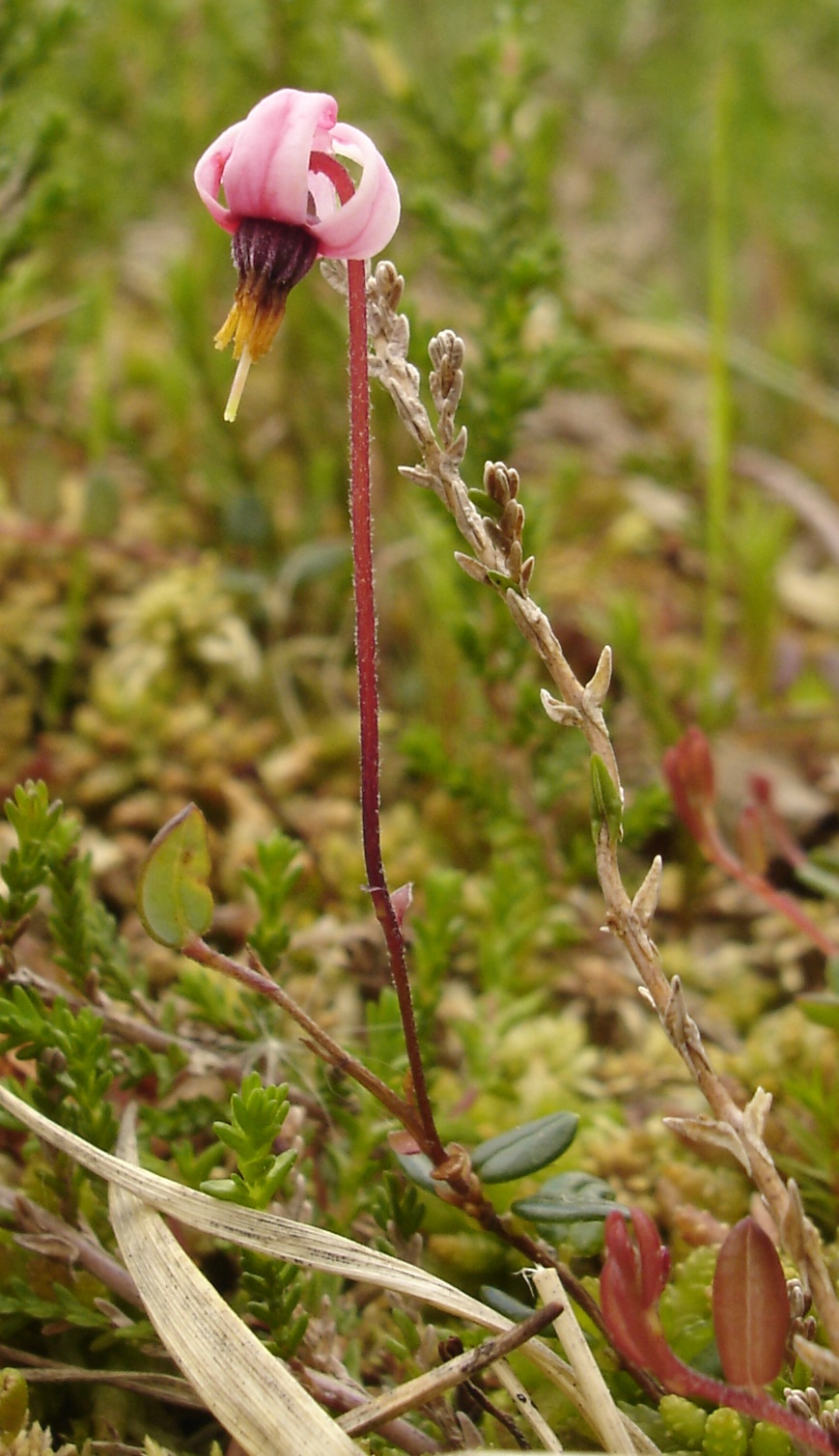
La canneberge.
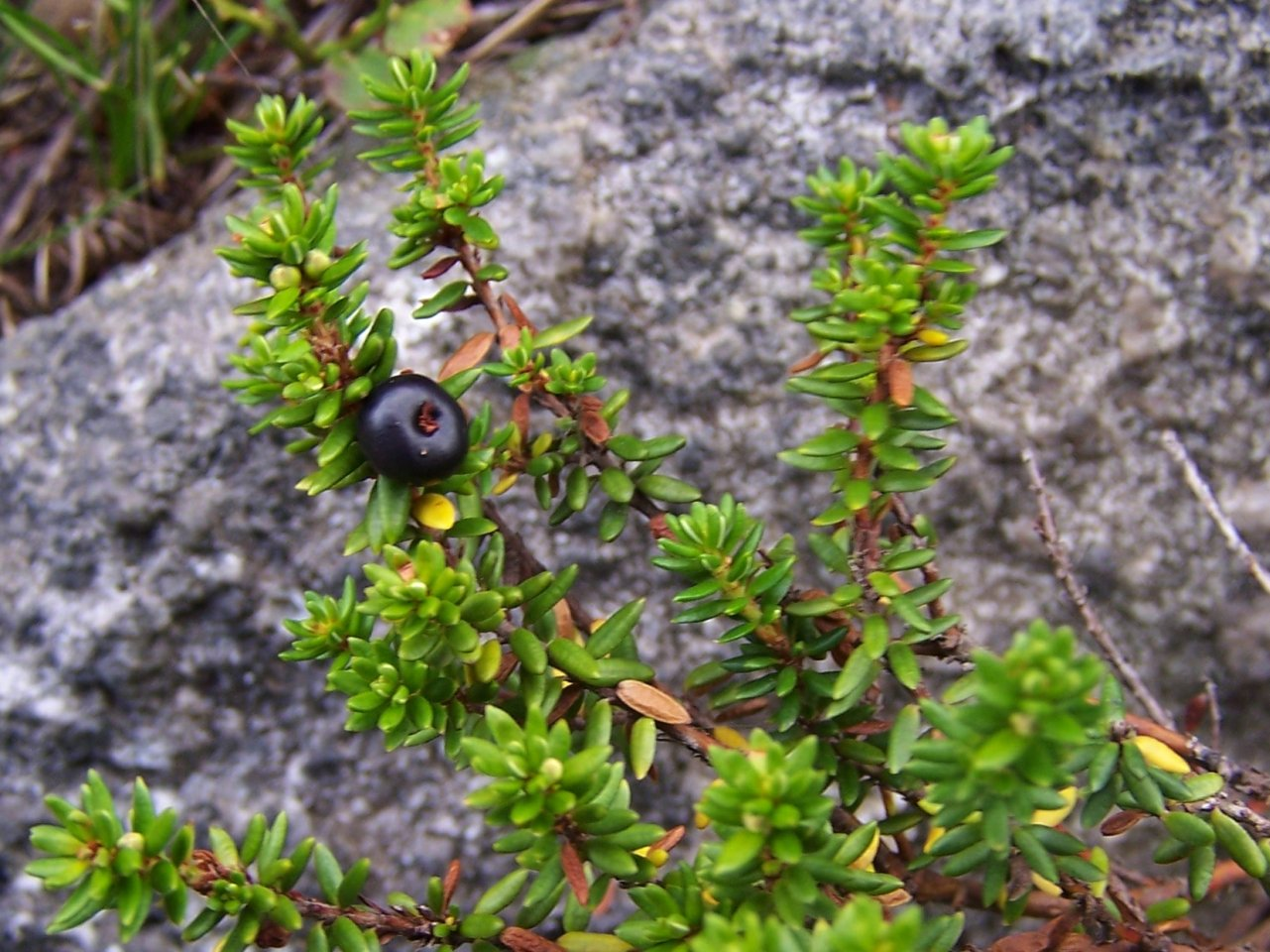
La camarine.
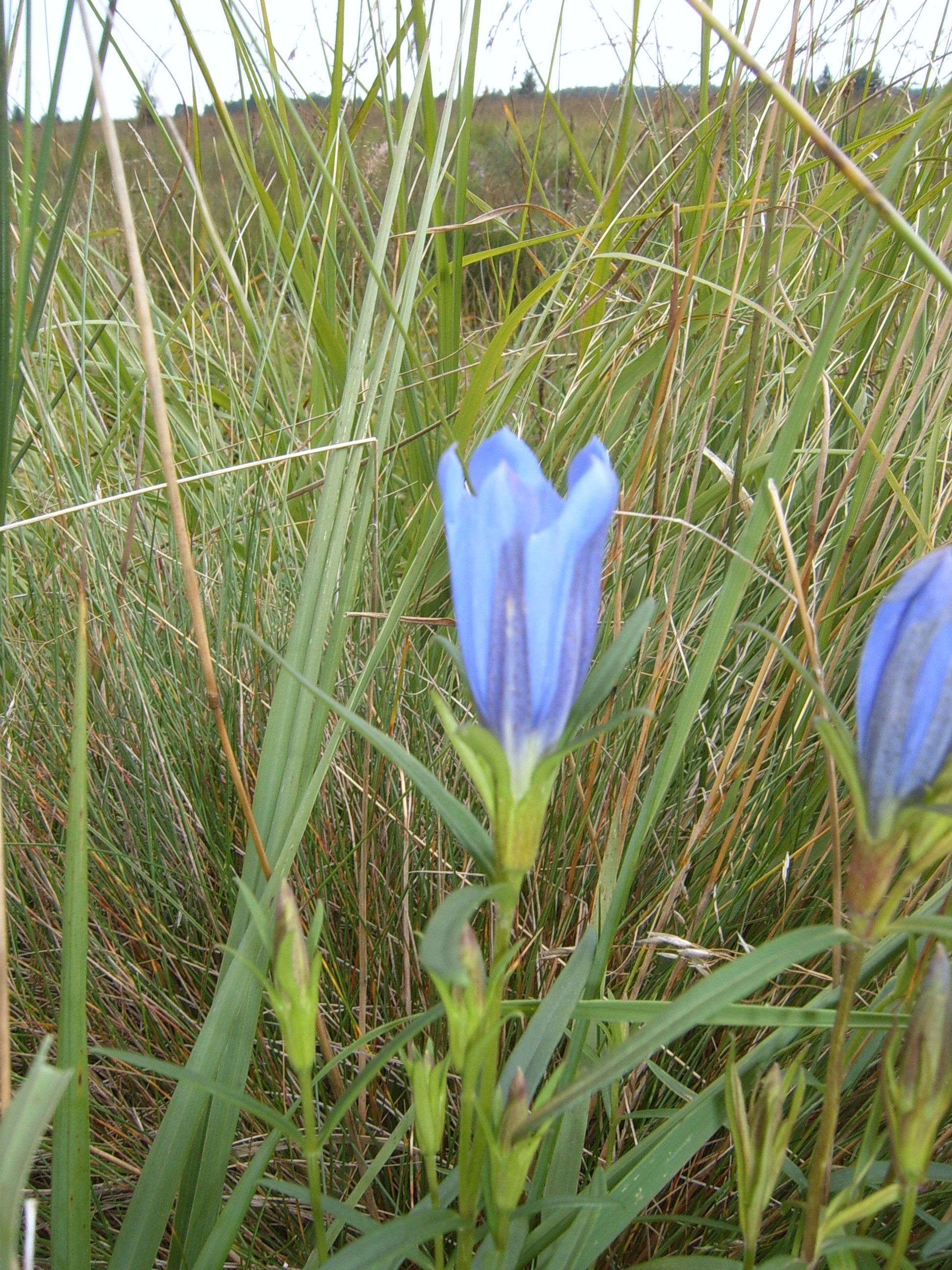
La Gentiane des marais dans la vallée de la Helle.
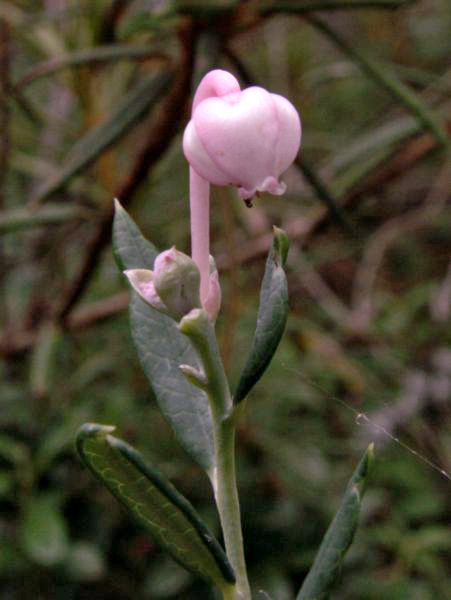
L'andromède.
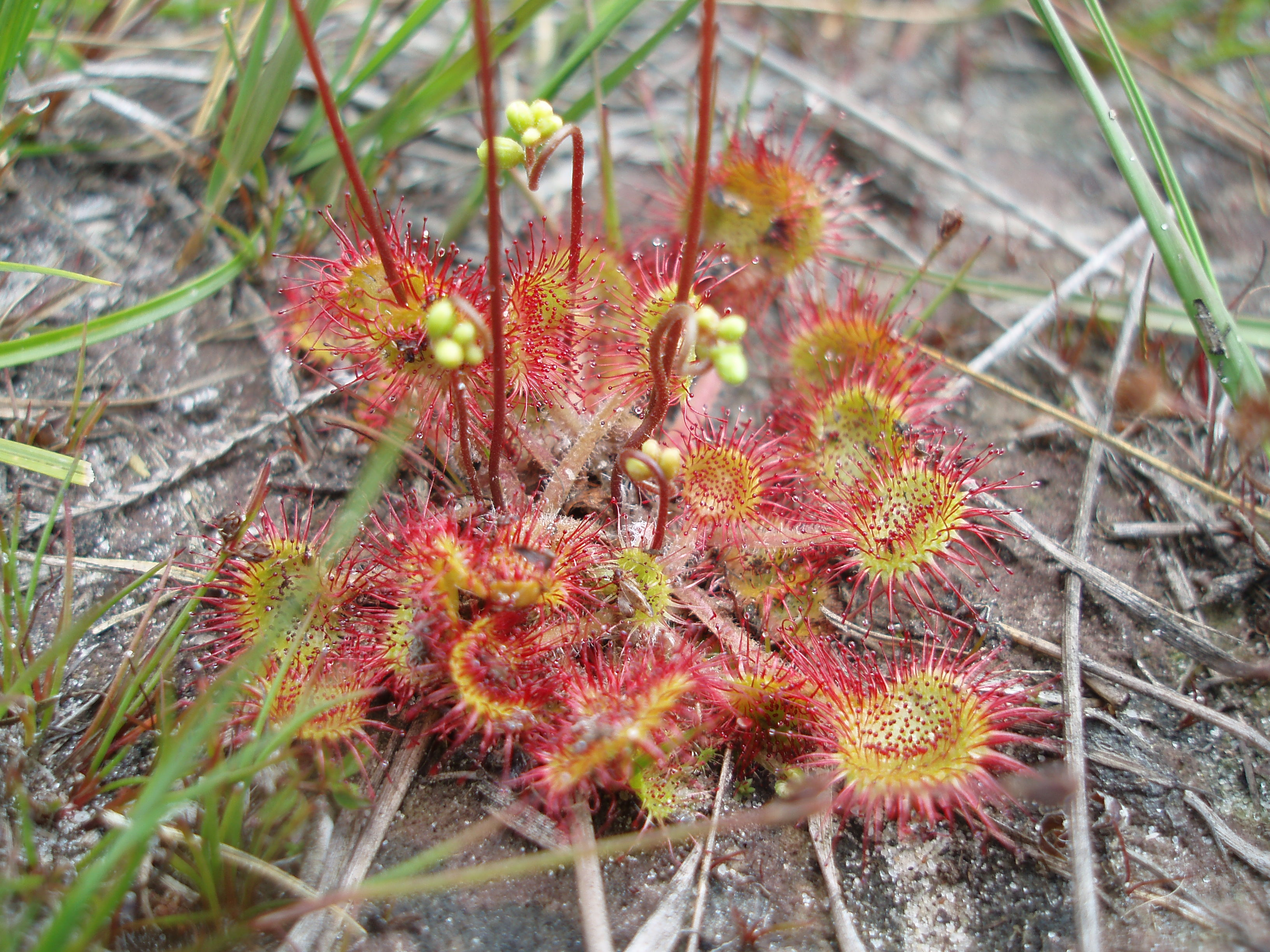
Le rossolis à feuilles rondes.
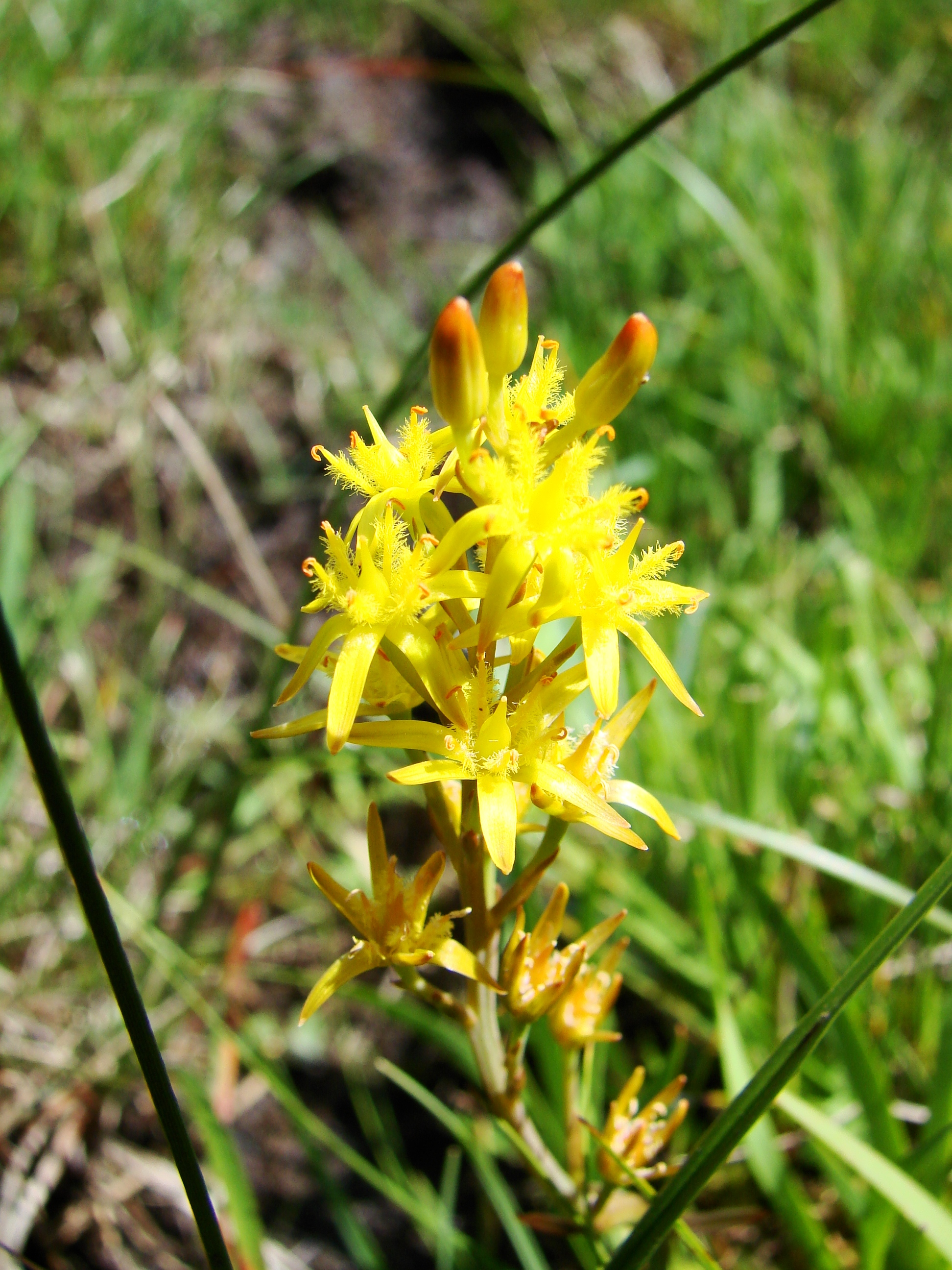
La narthécie des marais.
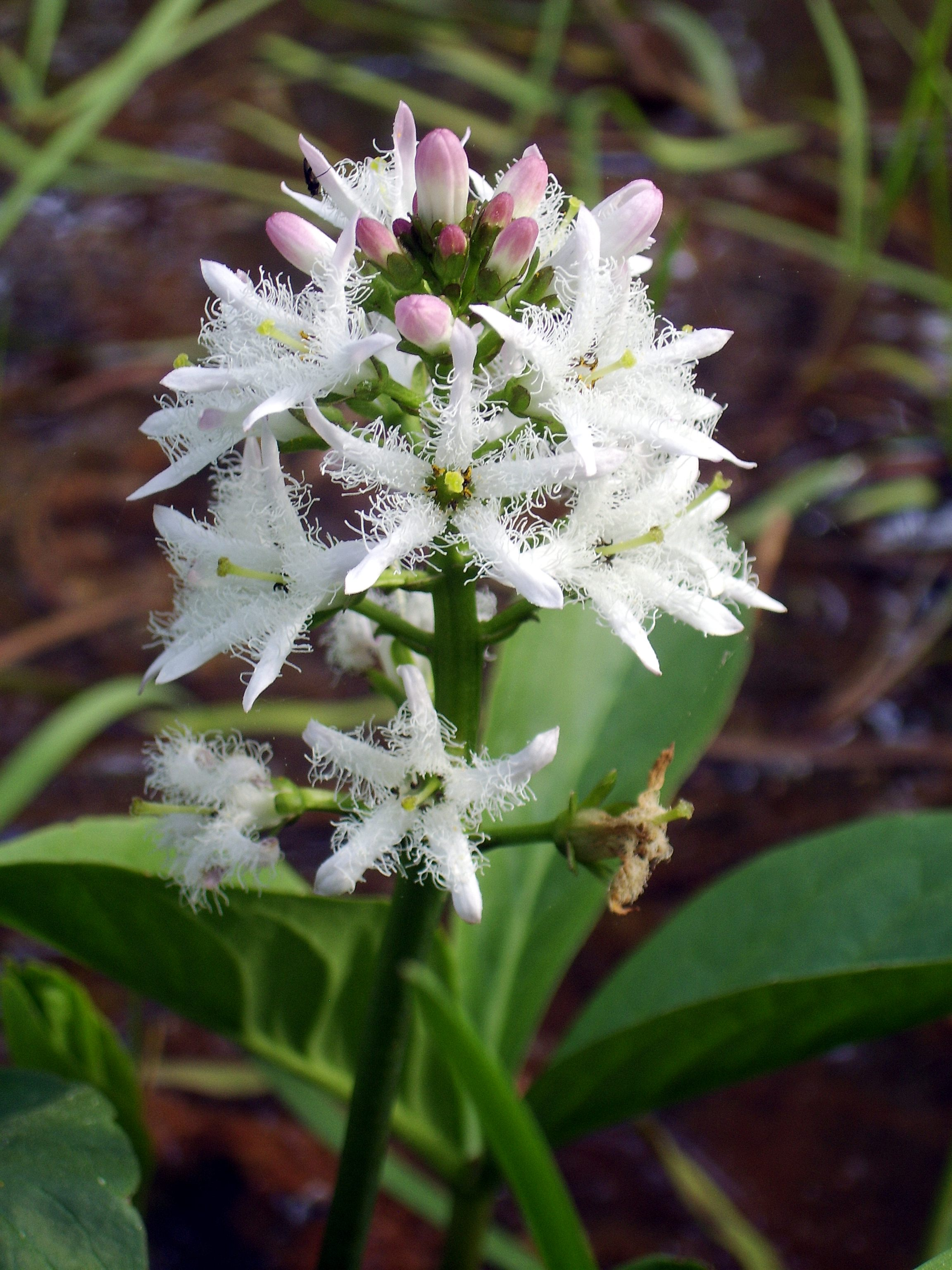
Le trèfle d'eau.
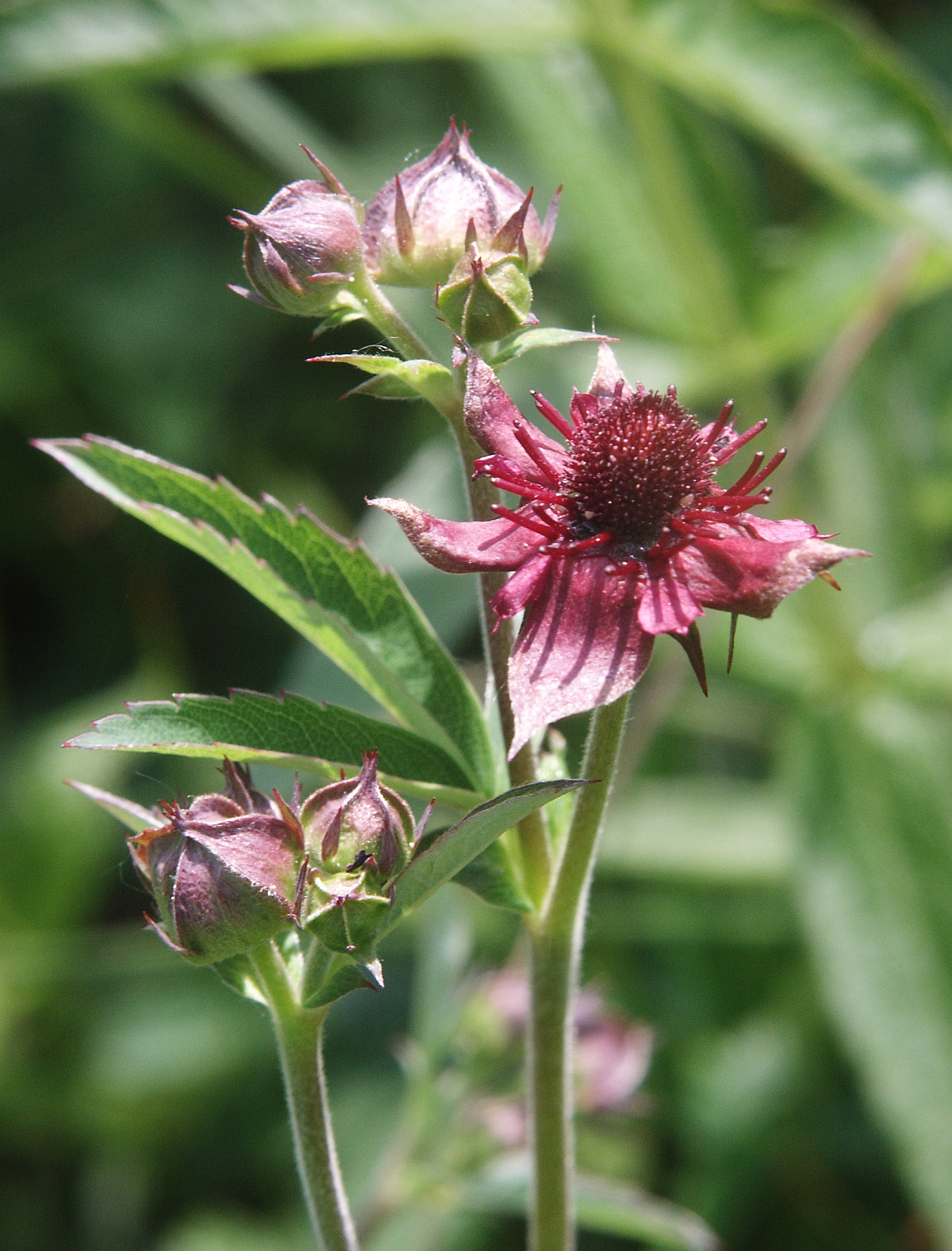
Le comaret.
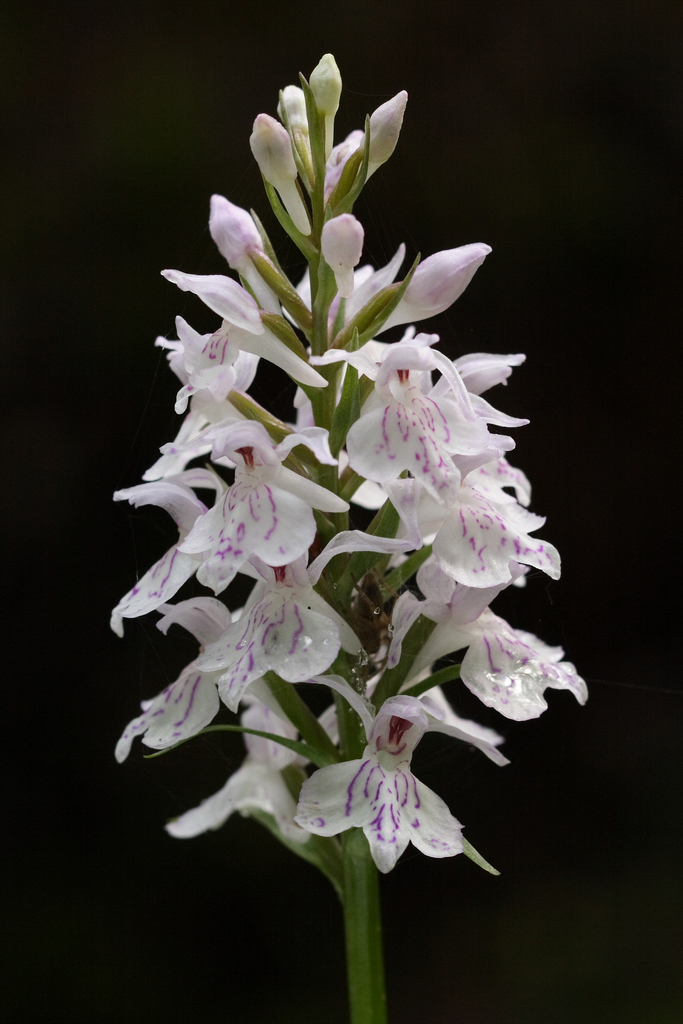
L'orchis tacheté.
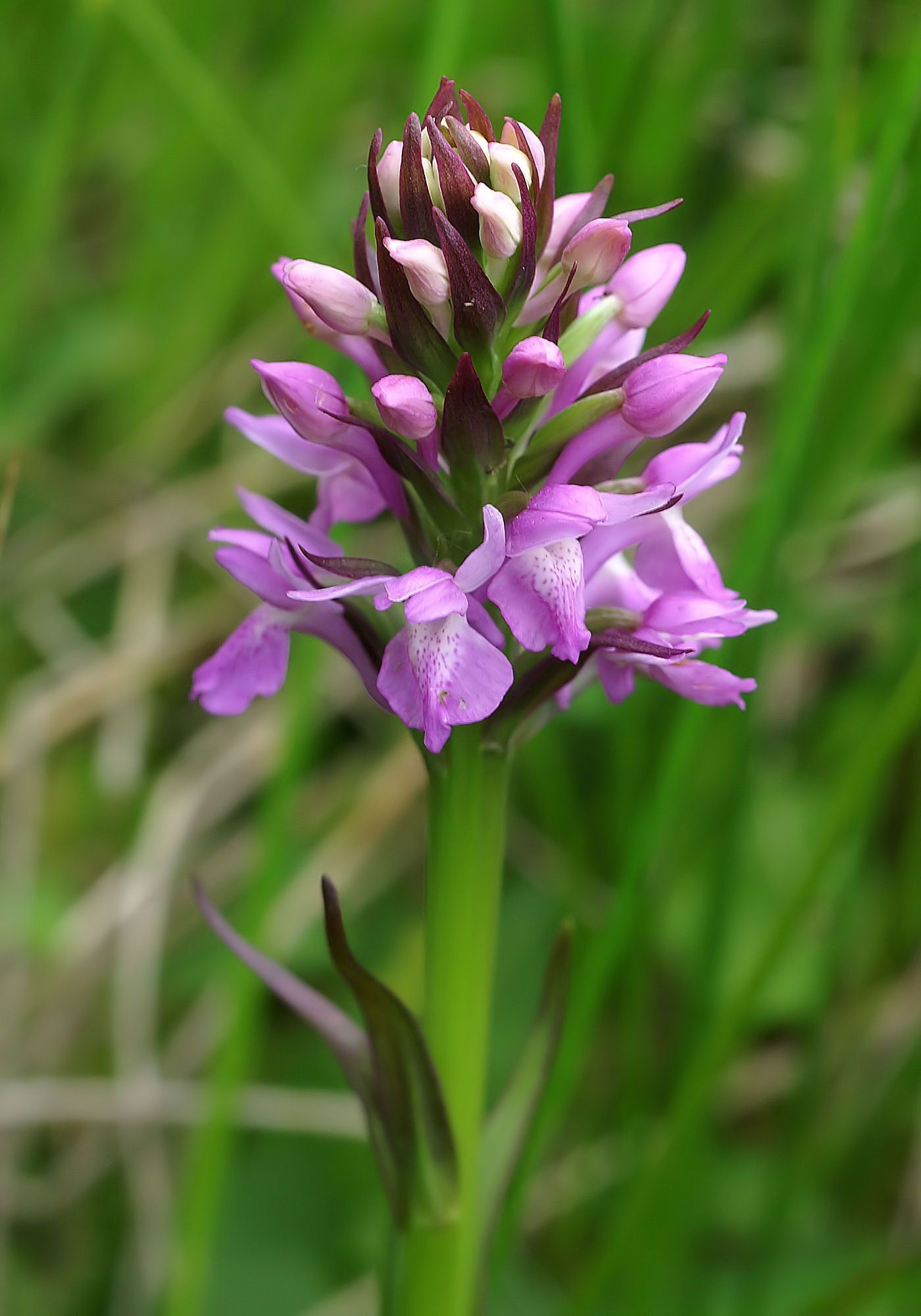
L'orchis des sphaignes.
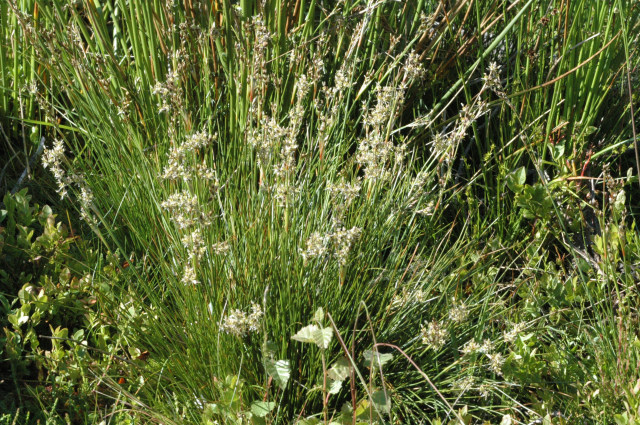
Le jonc rude (Juncus squarrosus).
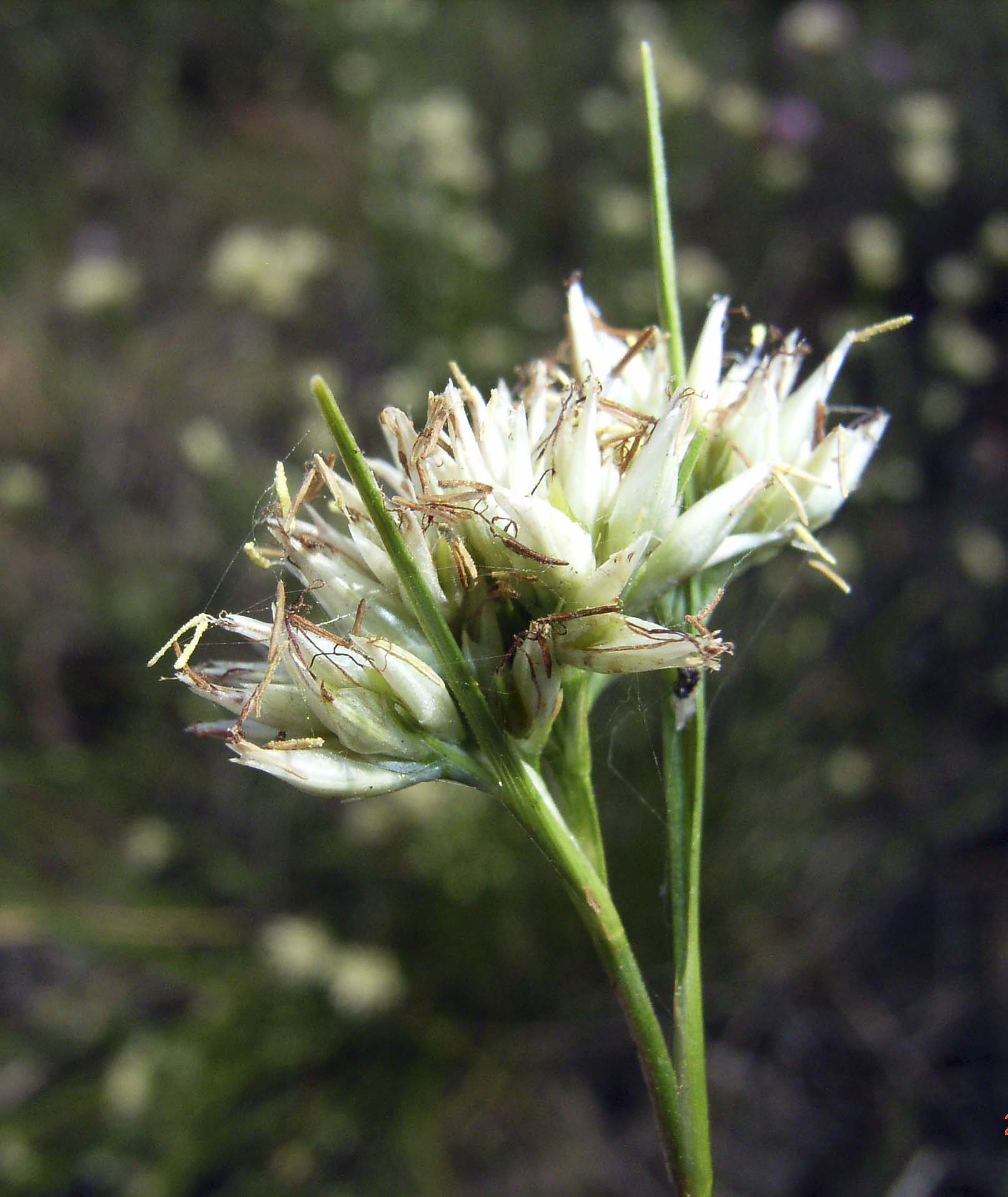
Le rhynchospore.
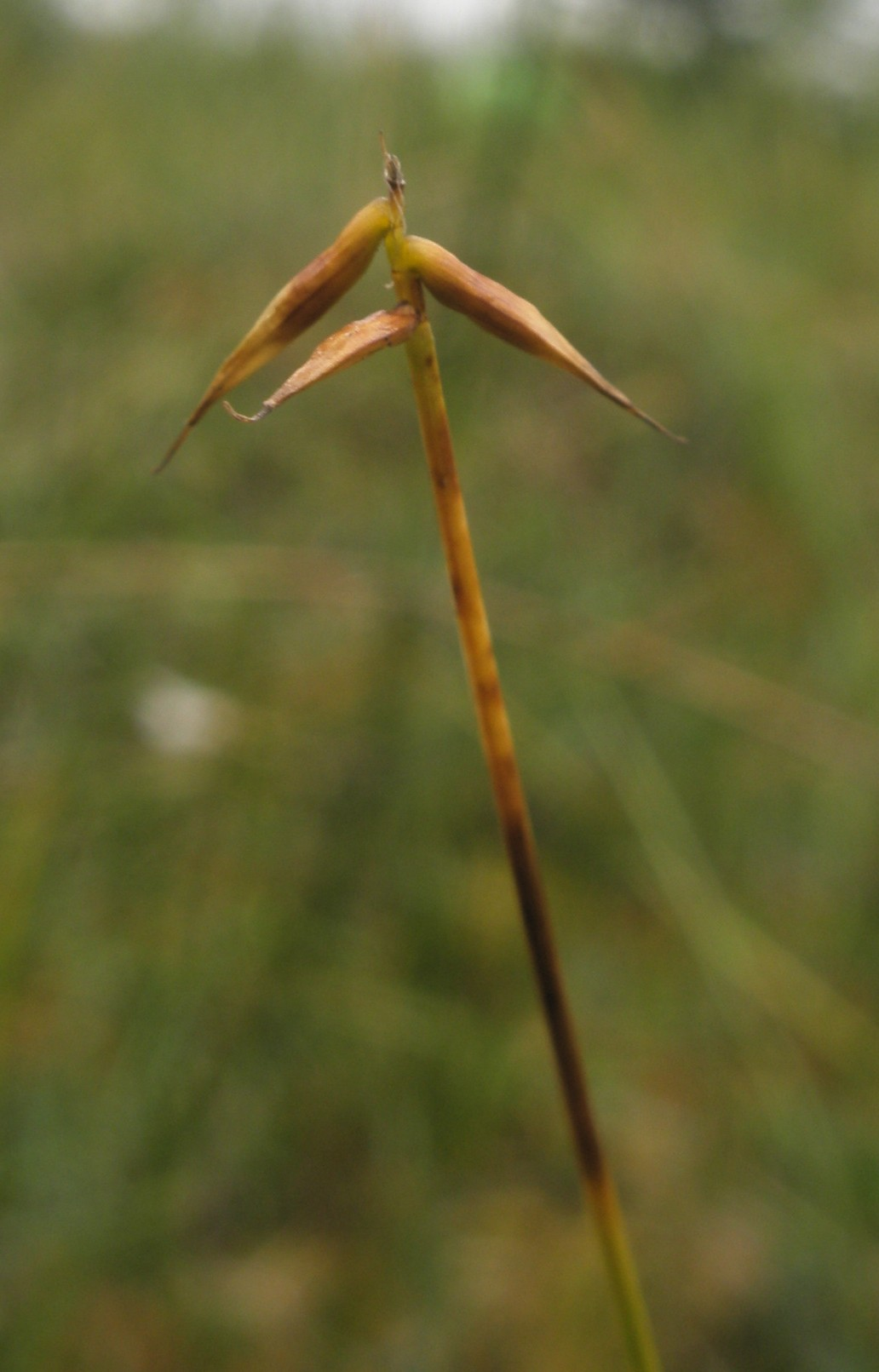
La laîche pauciflore.
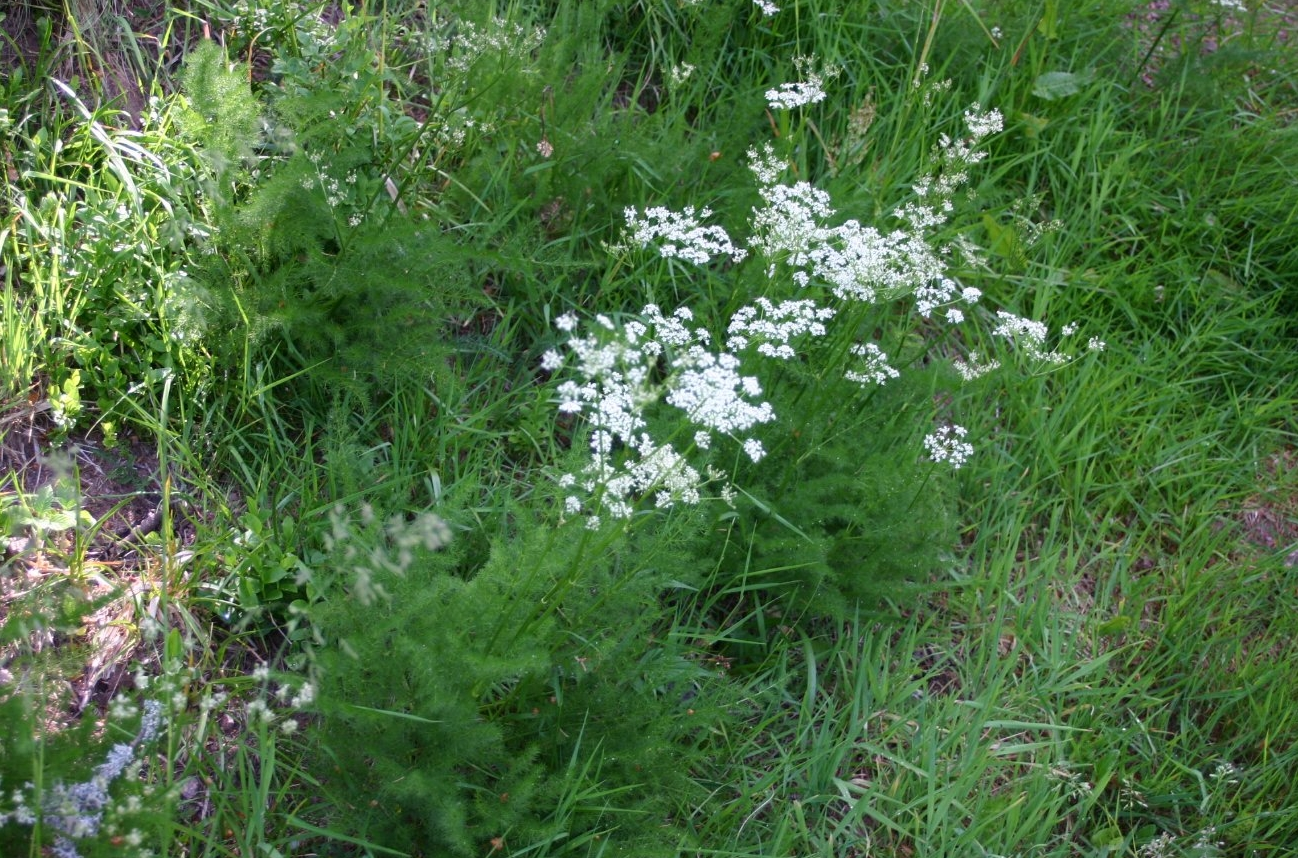
Le Fenouil des Alpes.
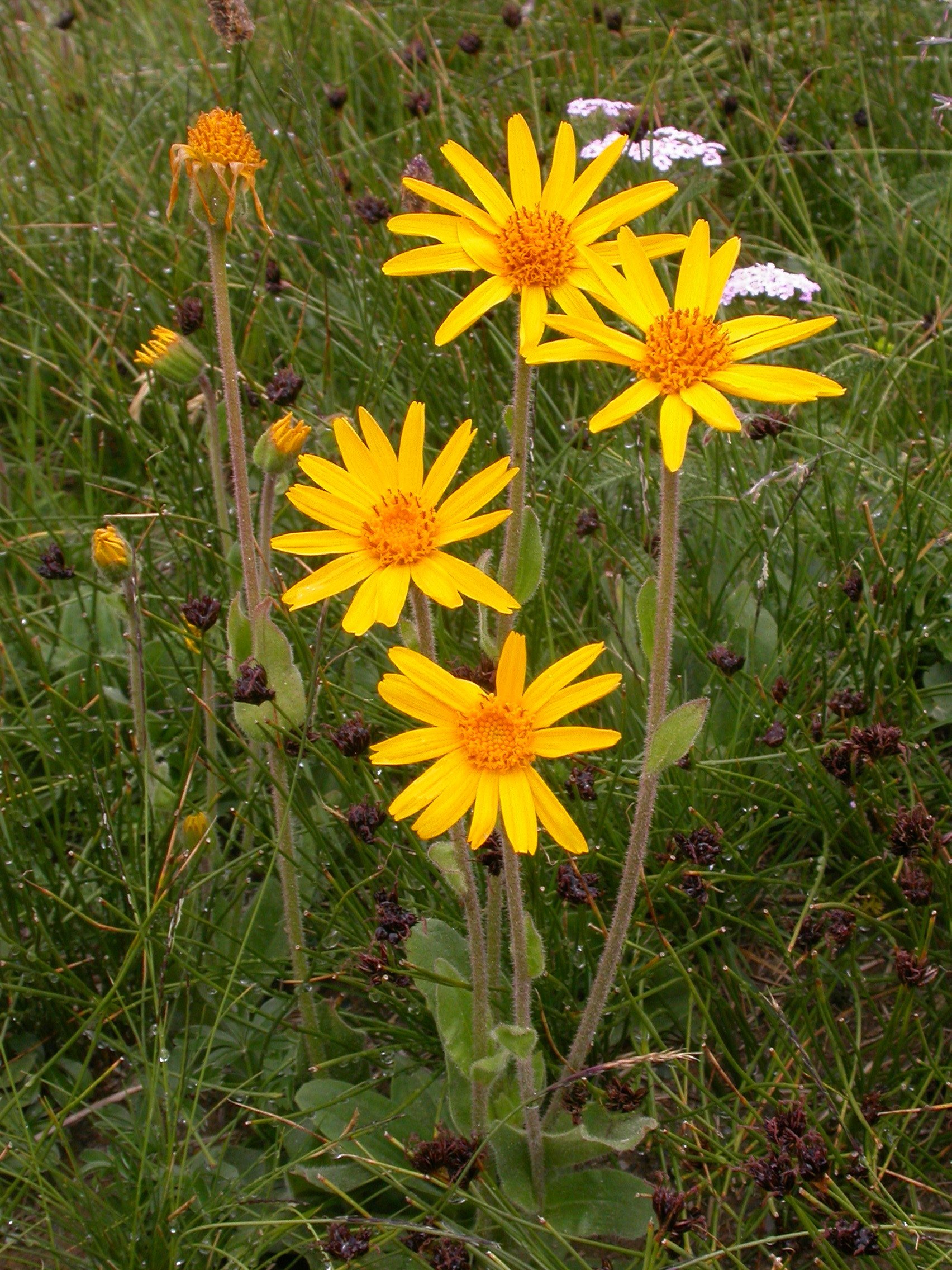
L'arnica.
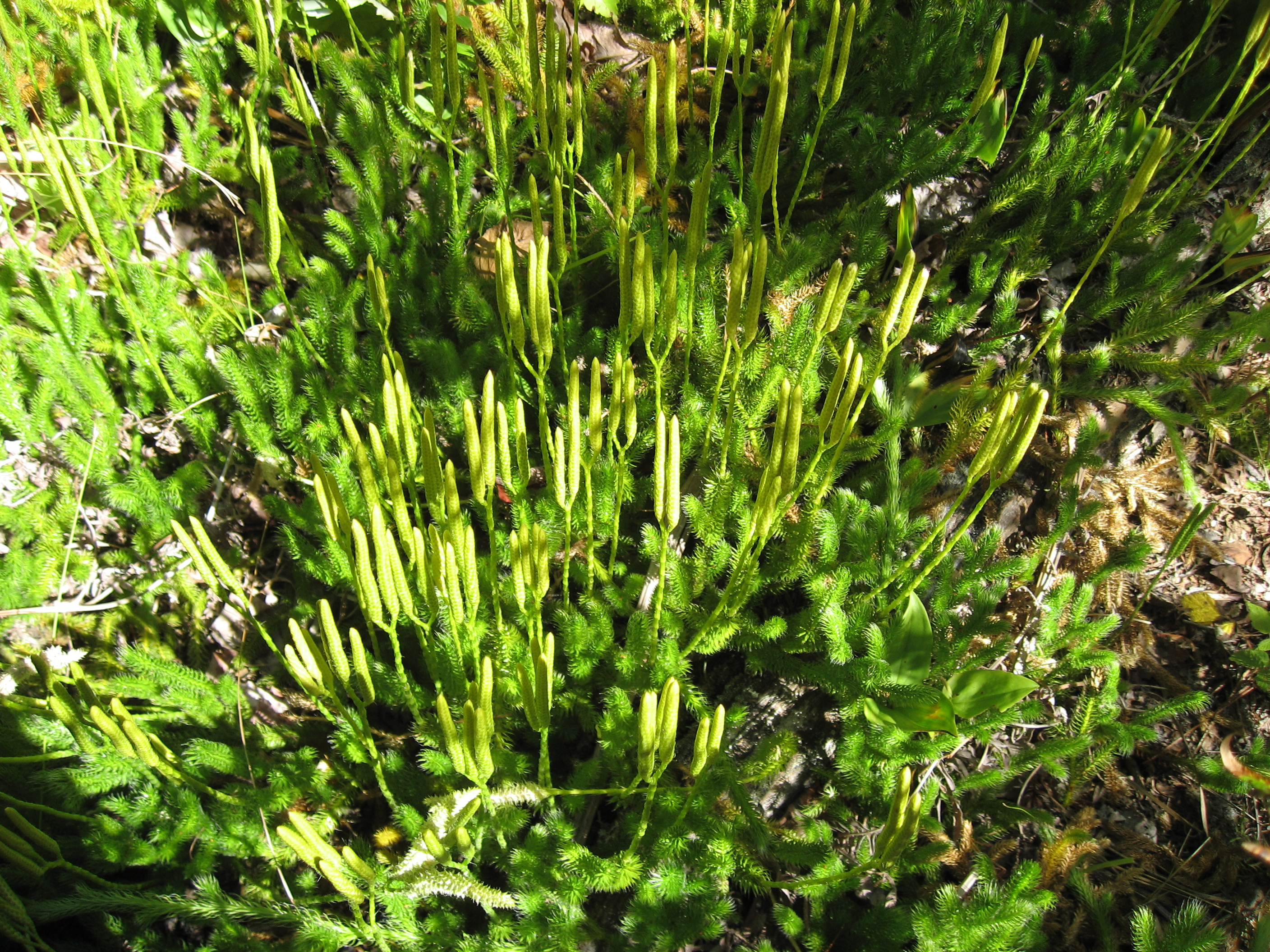
Le lycopode en massue.

## Activités

### Monuments et sites remarquables

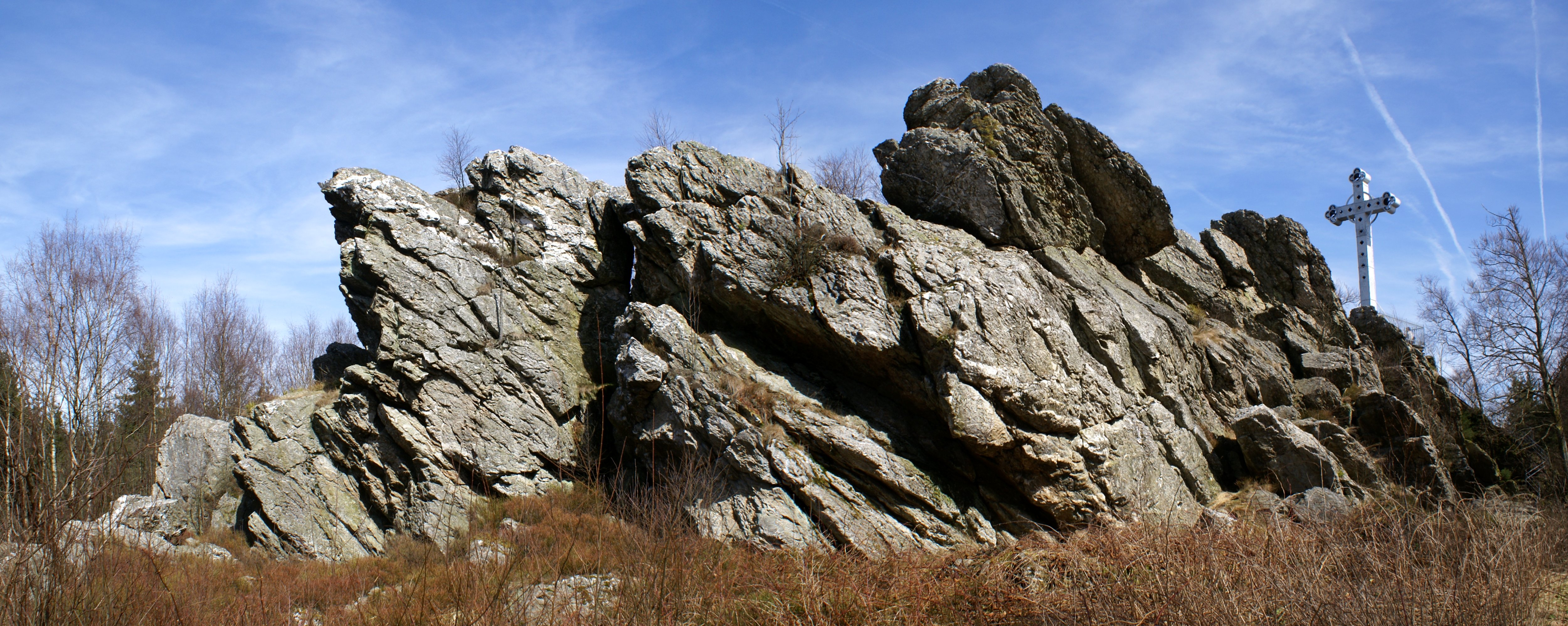
Kreuz im Venn.

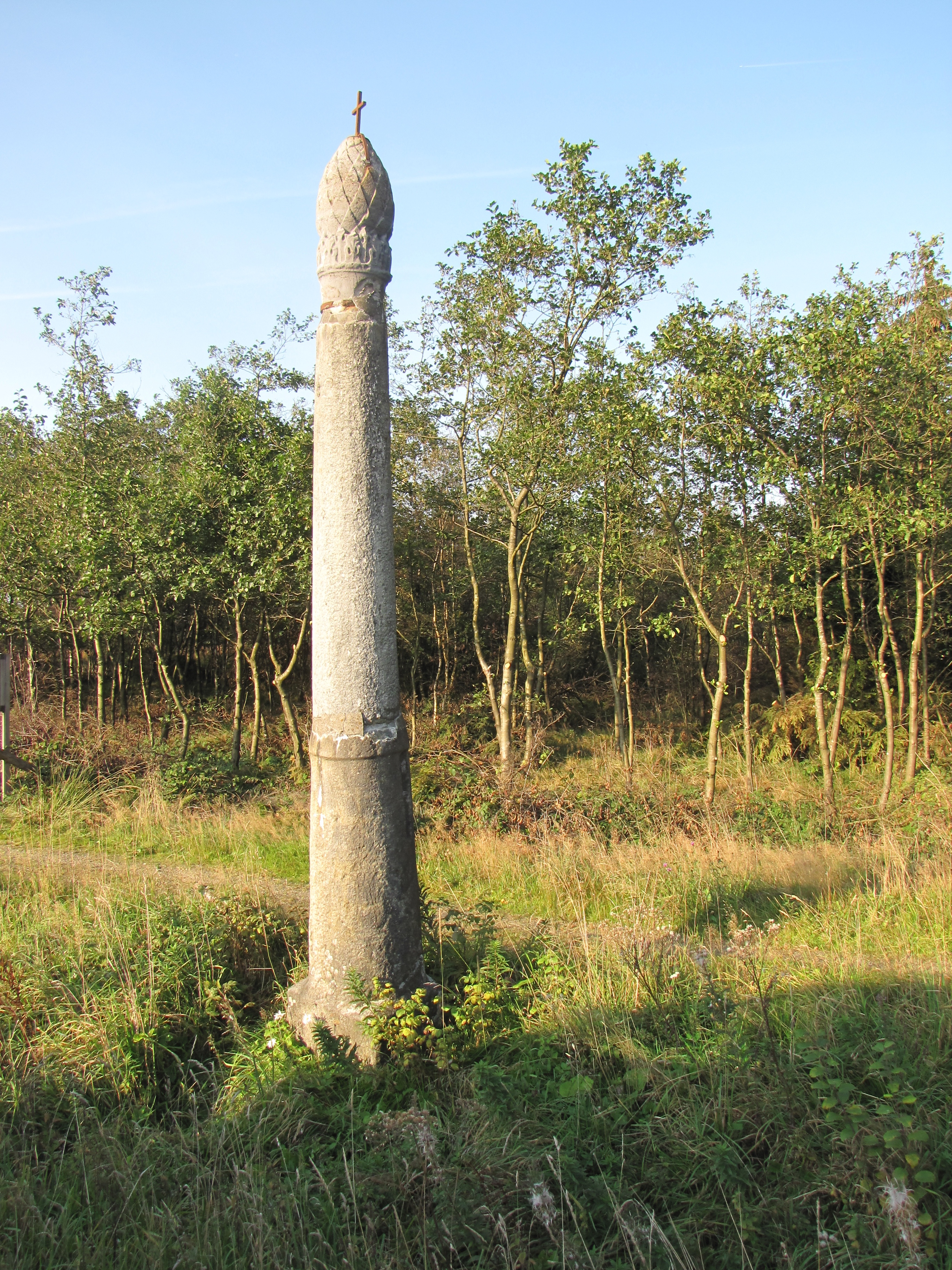
Le Boulté.

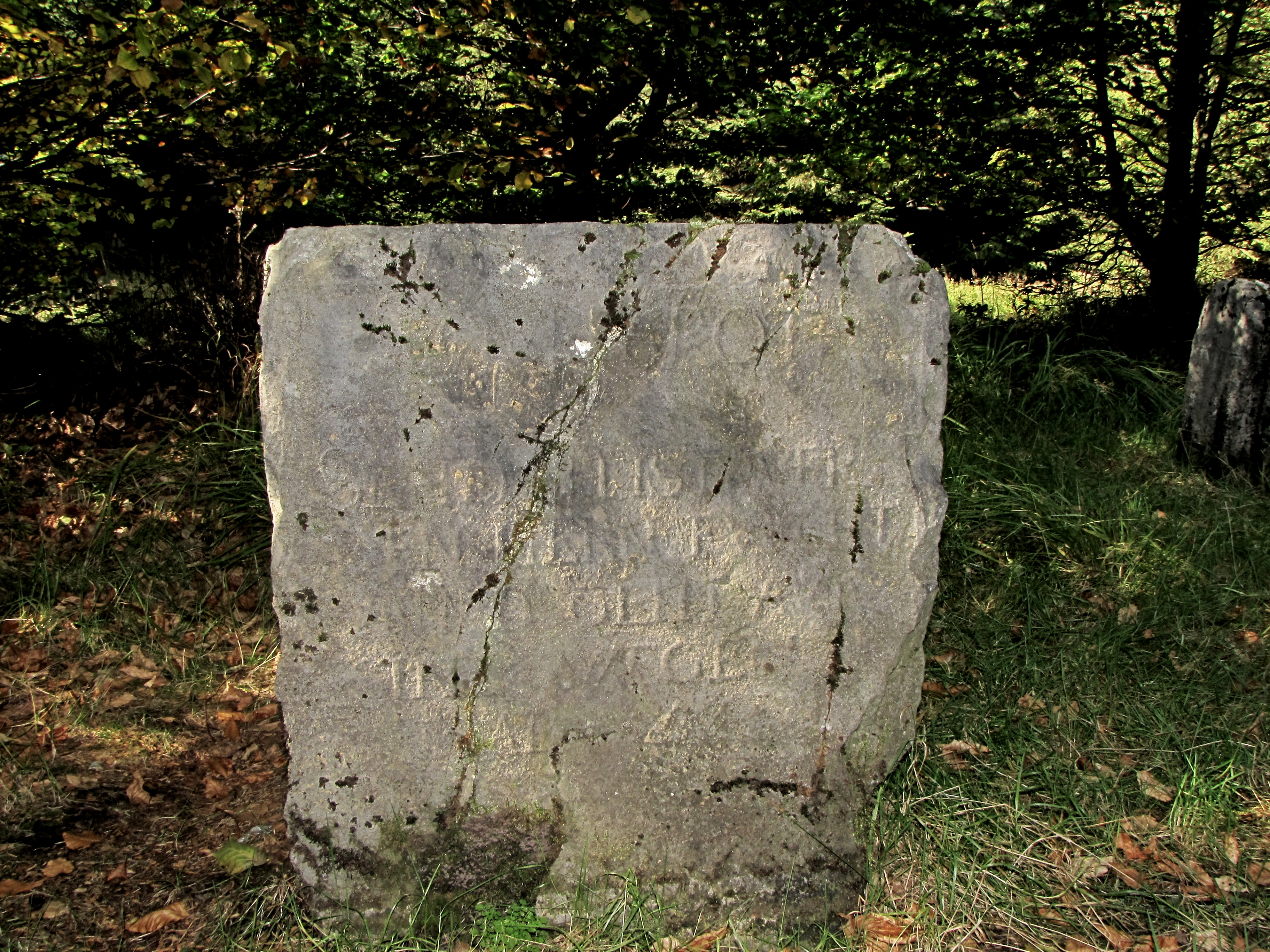
La colonne Hauptmann.

- Au sud, les lacs artificiels de Robertville et de Bütgenbach sur la Warche, dont les barrages contribuent à la production d'électricité.
- Au nord, les barrages de la Gileppe, le second en béton construit en Europe (1867 - 1875) et de la Vesdre (1938-1950) ; les lacs sont une réserve d'eau potable.
- les lacs de l'Olef (de), de la Kall (de), du Perlenbach (de), du Dreilägerbach (de) et de la Rur à l'est du plateau, en Allemagne;
- Le signal de Botrange, le point culminant de la Belgique avec 694 mètres ; une butte aménagée (Butte Baltia) permet d'atteindre les 700 mètres. Une tour en pierre y est érigée en 1933 (hauteur : 28 m).
- À 500 m de là, en direction de Robertville, le Centre nature de Botrange accueille les visiteurs et leur fait connaître la région (panneaux didactiques, promenades guidées). Le centre organise également, en collaboration avec le Gîte d'étape à Ovifat, des classes vertes (à destination des écoles) et des animations ponctuelles (expositions, marché de Noël…)
- La baraque Michel : une des auberges fagnardes ; à ses côtés, la chapelle Fischbach. D'autres auberges sont présentes au Mont Rigi, au signal de Botrange, et à la Maison Ternell. Ce fut jusqu'en 1920 le point culminant du royaume uni des Pays-Bas puis de la Belgique.
- La Croix des Fiancés : souvenir de la mort, le 31 janvier 1871, d'un couple de fiancés partis de Jalhay, dans la neige, chercher les documents nécessaires à leur mariage à Xhoffraix ; on les retrouve à peu de distance l'un de l'autre deux mois plus tard.
- trois colonnes anciennes, datées de 1566, à l'origine incertaines sont présentes sur le haut-plateau : le Boultè (à proximité de la baraque Michel), la colonne Panhaus (au nord de la baraque Michel), et la colonne Hauptmann (à proximité de Botrange). L'une des hypothèses de leur existence est qu'elles seraient des repères pour les nombreux Réformés persécutés et en fuite à l'époque[17],[18],[19].
- Kreuz im Venn : aux environs de Kalterherberg, le rocher Richelsley, isolé et surmonté d'une croix chrétienne.
- De nombreuses autres croix parsèment la fagne, témoins de la mort de téméraires qui ont eu la prétention de vouloir défier le pays des tourbières[réf. nécessaire].

### Mégalithes

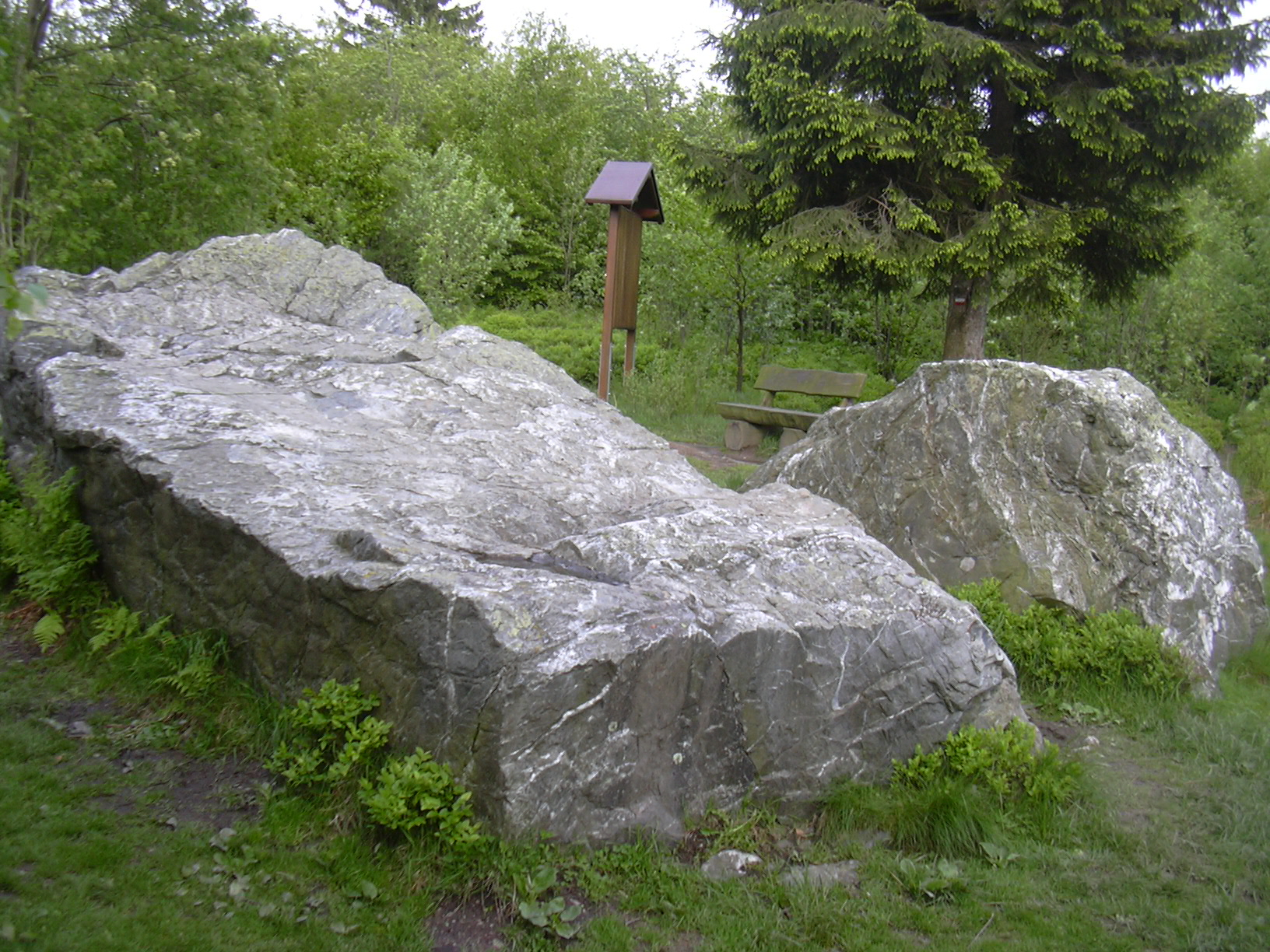
Le lit de Charlemagne.

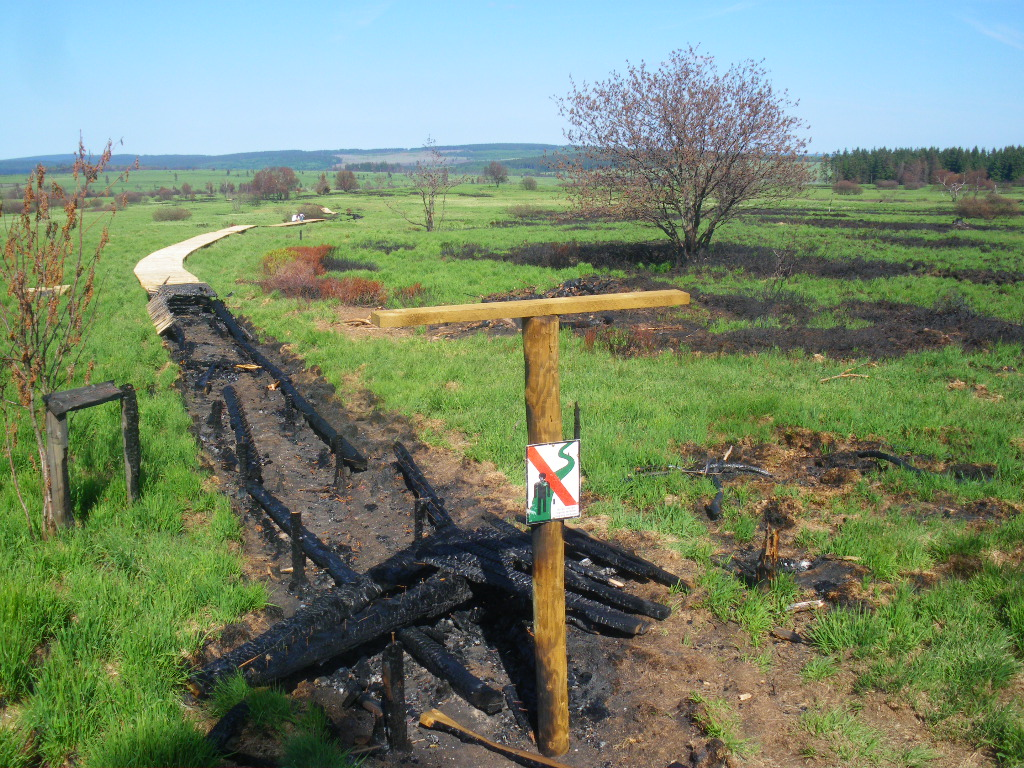
Chemin brûlé dans la vallée de la Helle en mai 2011 (Fagne des Wez), un mois après l'incendie ; la Fagne reverdit.

Les Hautes Fagnes abritent plusieurs roches remarquables, tels Kreuz im Venn (près de Kalterherberg), la Bilisse (vallée de la Statte) et le Bidley (vallée de la Schwalm). Certaines pourraient être des créations humaines, tels le dolmen de Solwaster (nl) ou le lit de Charlemagne. Dans le premier cas, l'hypothèse paraît cependant très peu probable.
Les bornes-frontières et les croix de pierre et de bois sont nombreuses, témoignant du riche passé historique de la région.

### Protection de l'environnement

#### Règlementation pour l'accès du public
En tous lieux et tous temps, il est interdit de circuler en fagnes entre le coucher et le lever du soleil.
De jour, les accès dépendent de la protection de la zone :
- Zone A - Libre d'accès
- Zone B - Uniquement sur les chemins balisés
- Zone C - Uniquement avec guides nature reconnus
- Zone D - Interdiction totale

Dans certains endroits sensibles, ces limitations sont encore renforcées en période de nidification, de la mi-mars à fin juillet.
Hormis la promenade didactique de la fagne de la Poleûr, toutes les promenades en fagne sont interdites lorsque les drapeaux rouges (situés en bordure des grands axes) sont hissés : ils signifient qu'il y a risque d'incendie. Même si le temps paraît pluvieux, il se peut que les sous-sols ne soient pas suffisamment humidifiés. Les consignes doivent donc être respectées.

## Étude et promotion
- L'association Les Amis de la Fagne, née en 1935, réunit les amoureux et défenseurs de la région.
- L'Université de Liège a installé depuis 1924 une station scientifique de terrain, pour promouvoir des études botaniques, zoologiques, géologiques, climatologiques, historiques, etc. Elle est sise au Mont Rigi.
- Le Centre nature de Botrange a une vocation de vulgarisation sur ces thèmes.
- Le Fonds "Environnement et Patrimoine" de l'Ardenne (FEPA)[21] rassemble de nombreux documents (livres, revues, DVD, photographies aériennes, cartes géographiques, cartes de végétation…) pour découvrir et comprendre les multiples facettes des Hautes-Fagnes et de la Haute-Ardenne.

## Arts et culture
Les Hautes Fagnes ont inspiré divers artistes originaires de la région ou qui ont eu l'occasion d'y séjourner, dont notamment le poète Guillaume Apollinaire (séjour de 3 mois à Stavelot pendant son adolescence), ou encore les dessinateurs Hermann (originaire de Bévercé) et Comès (originaire de Sourbrodt). De nombreux plans tournés dans les Hautes Fagnes figurent dans Belle (film, 1973), long-métrage d'André Delvaux.

## Galerie de photos

### Photos du site

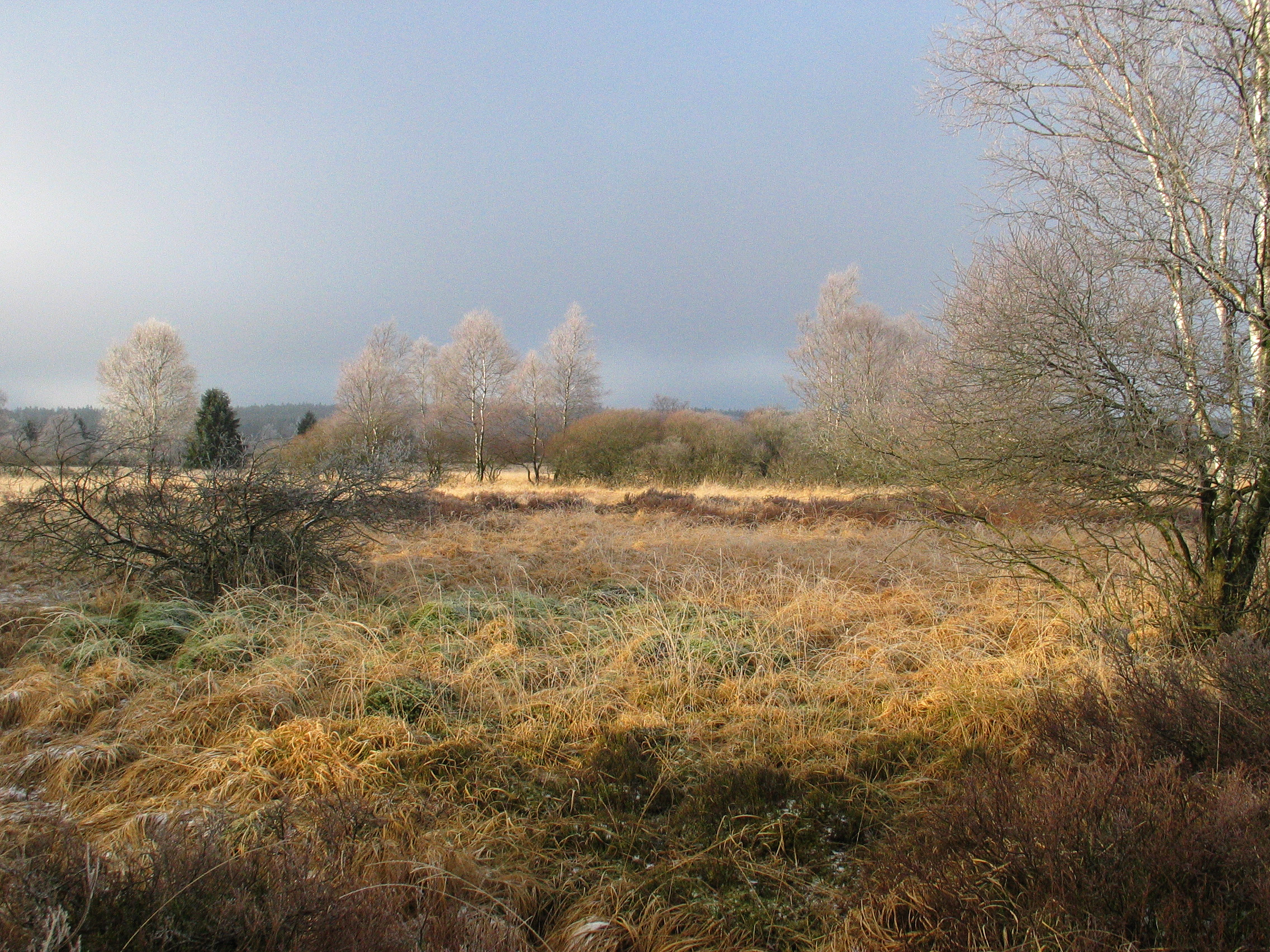
Paysage des Hautes Fagnes.
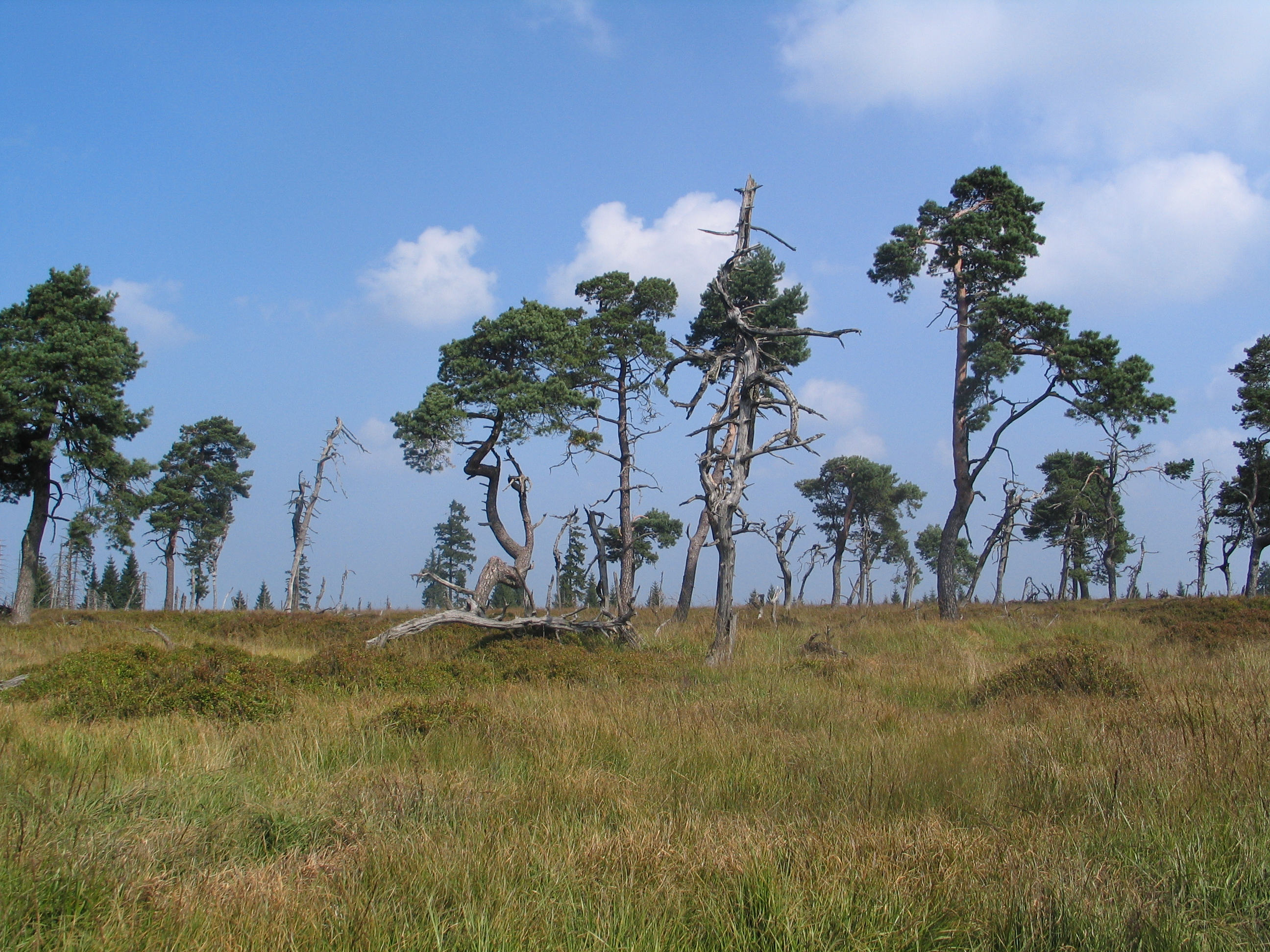
Noir Flohay avec ses pins tortueux.
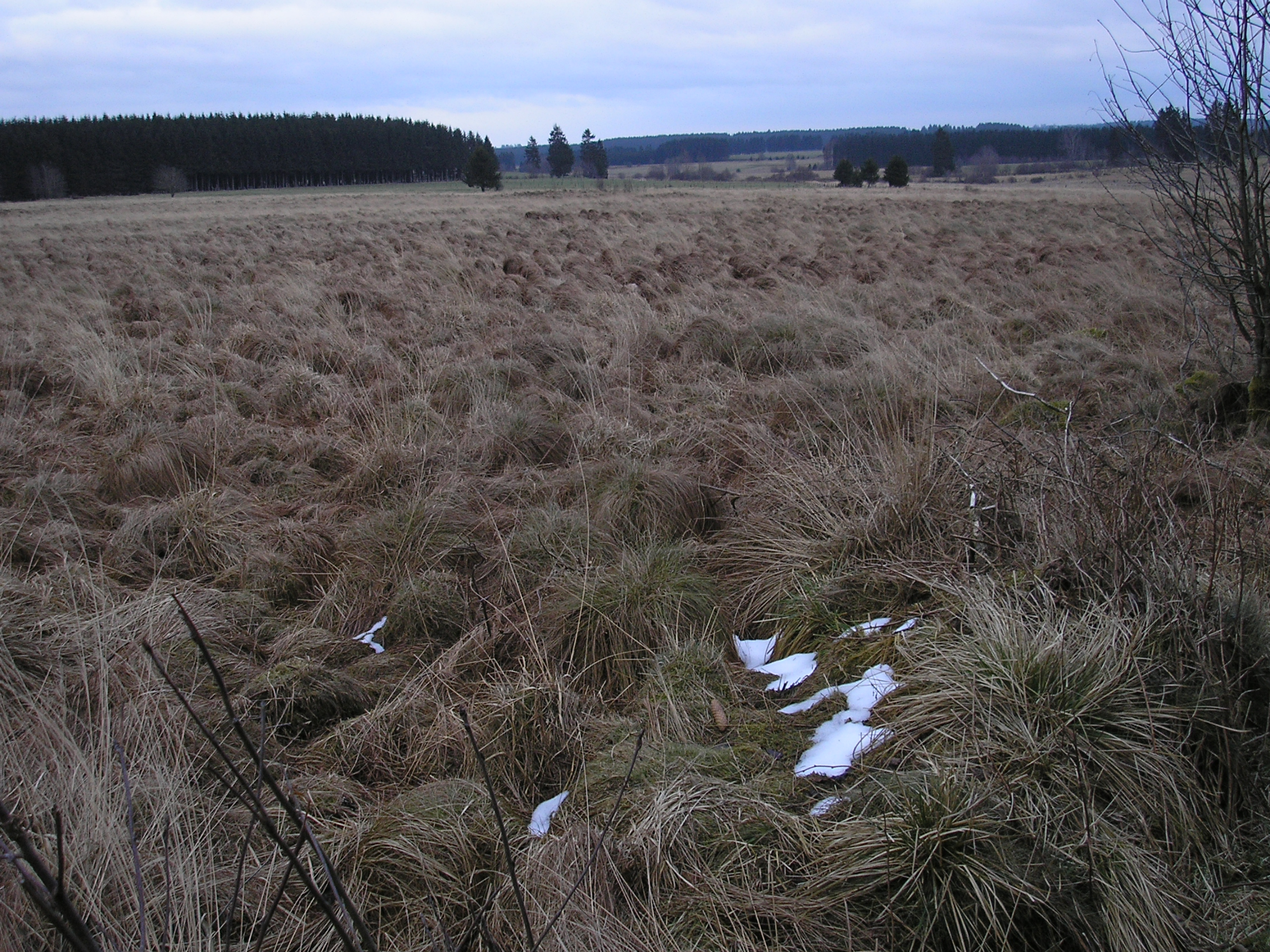
Paysage des Hautes Fagnes à proximité de la Petite Rour.
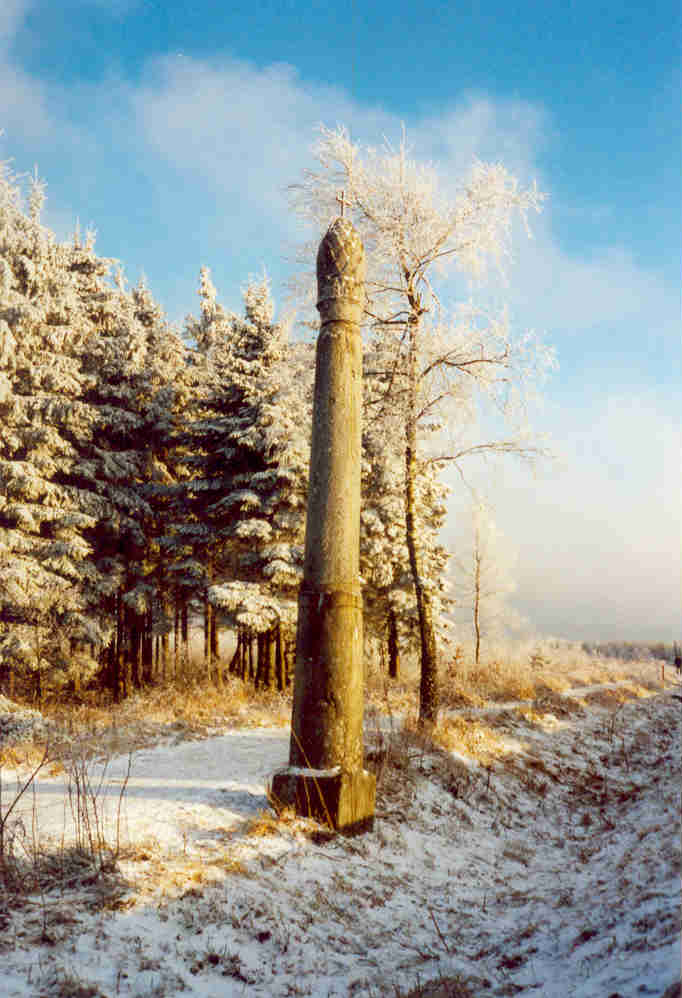
La colonne du Boulté, située à proximité de la Baraque Michel, elle aurait servi de repère pour les protestants traqués dans la région.
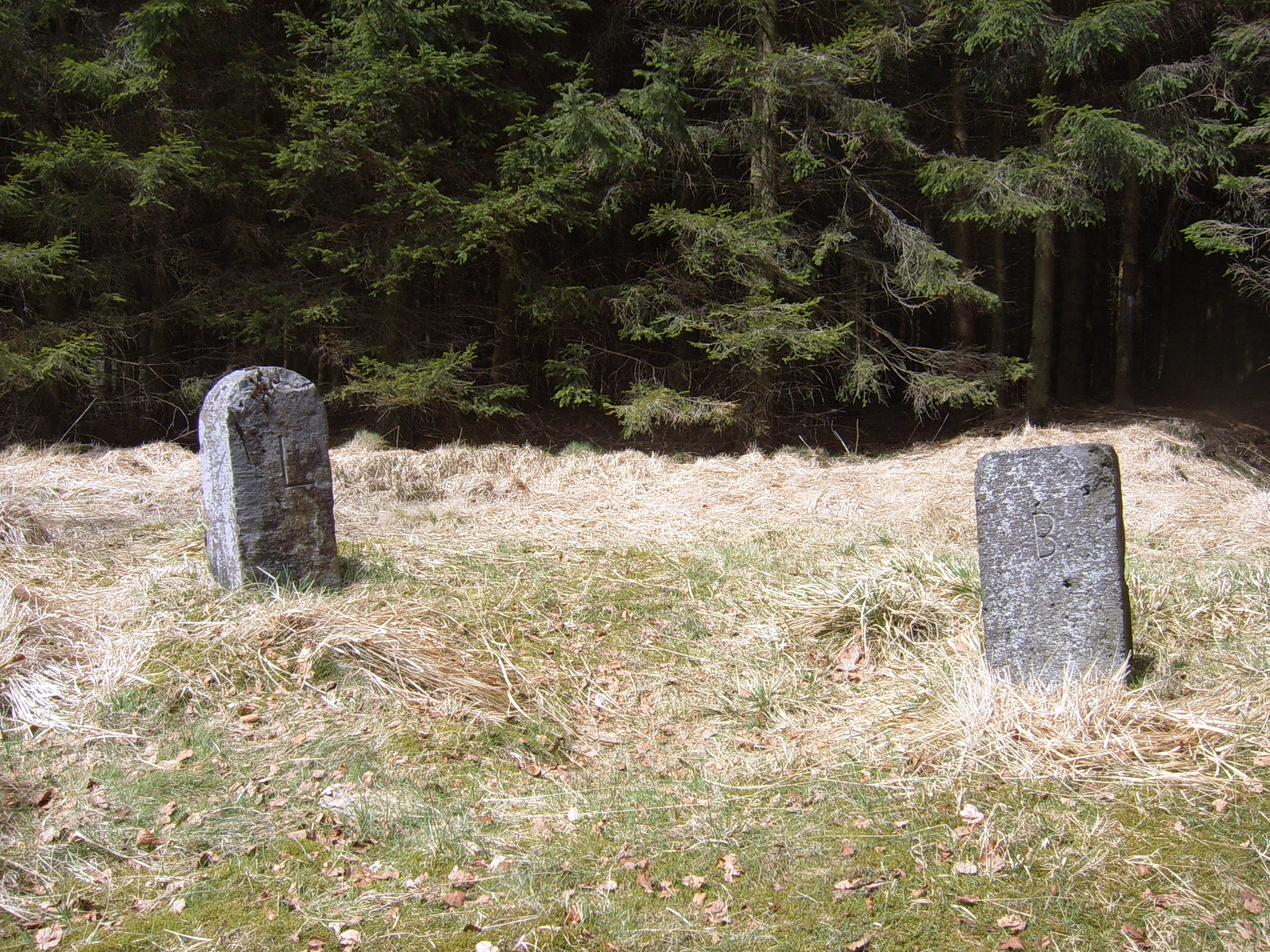
Bornes frontières aux sources du Swalmbach / Perlenbach : Juliers-Luxembourg (Ancien Régime) à gauche et Belgique-Prusse à droite.
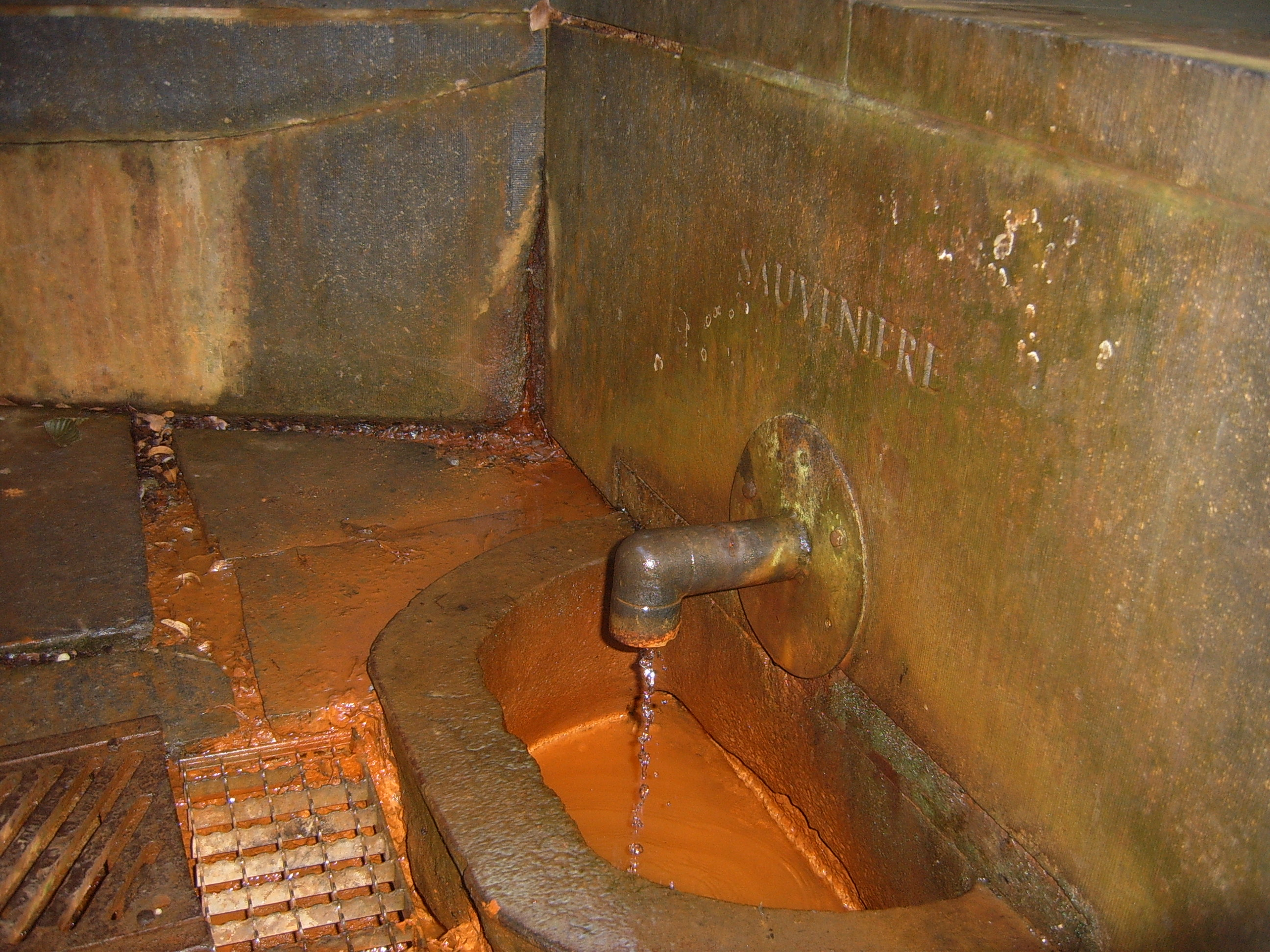
Pouhon de la source de la Sauvenière à Spa.
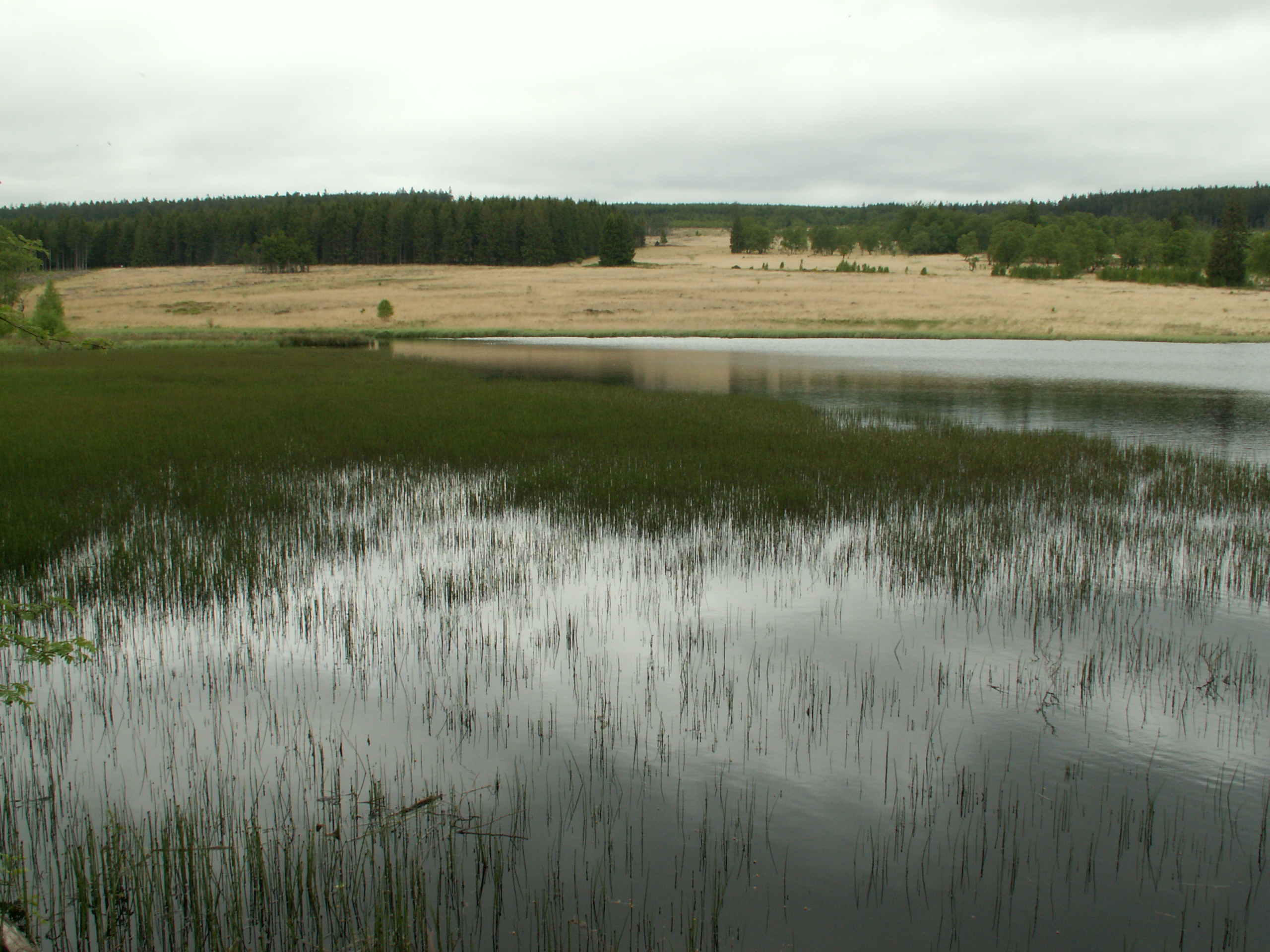
Etang de Schwarzbach, vestige de la dernière glaciation.
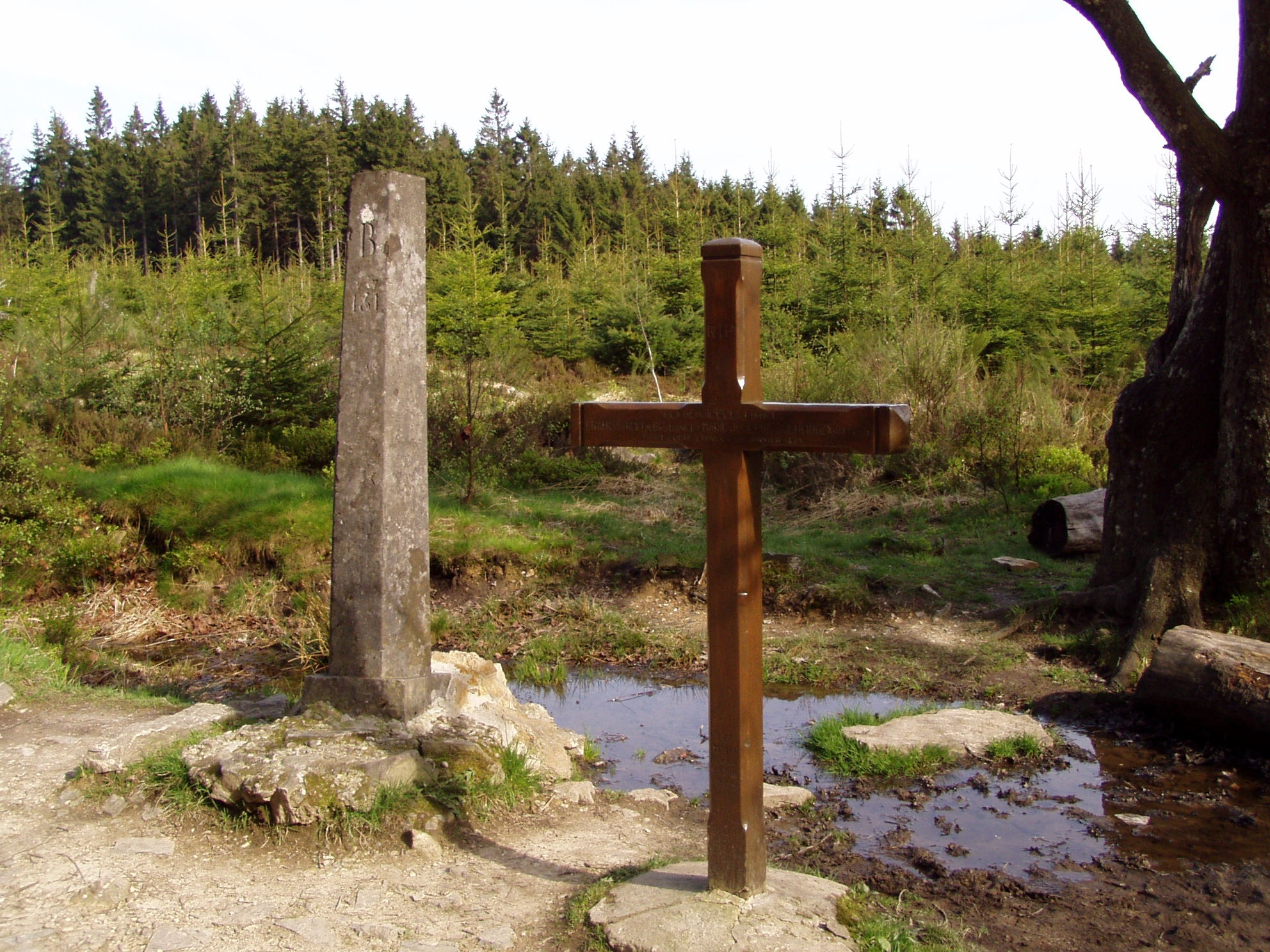
La croix des Fiancés et une ancienne borne frontière Prusse-Belgique.
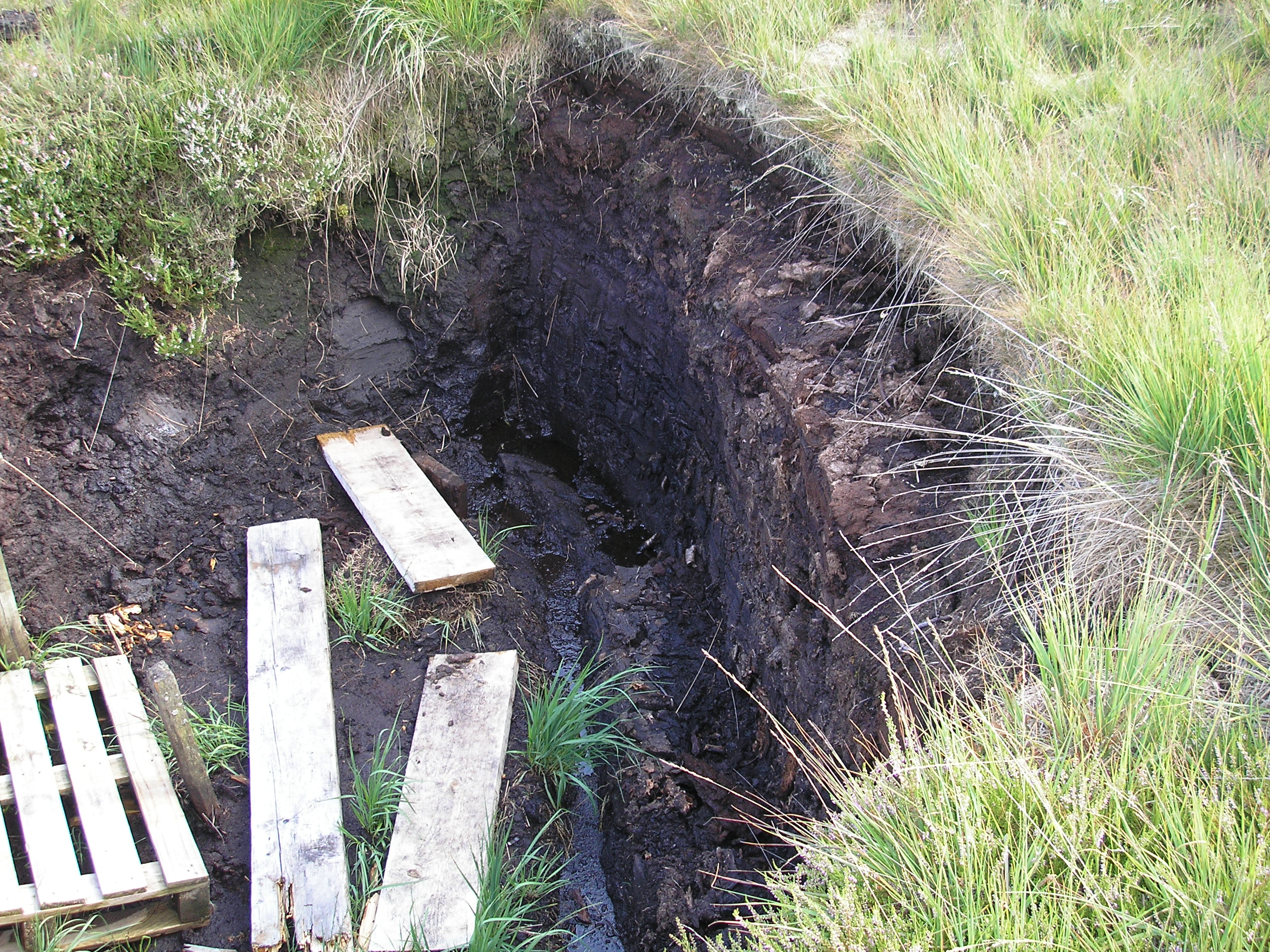
Exploitation d'une tourbière dans les Hautes Fagnes.
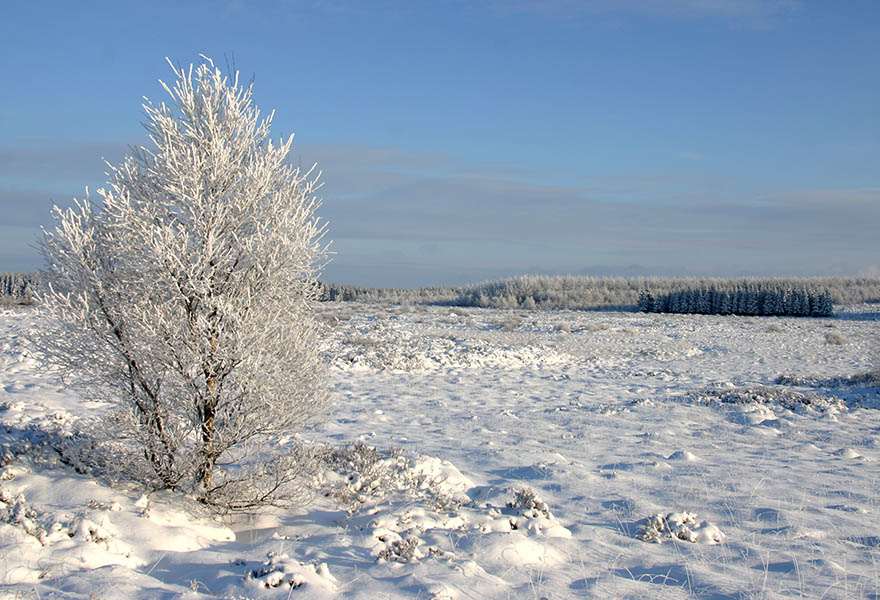
Hiver dans les fagnes.
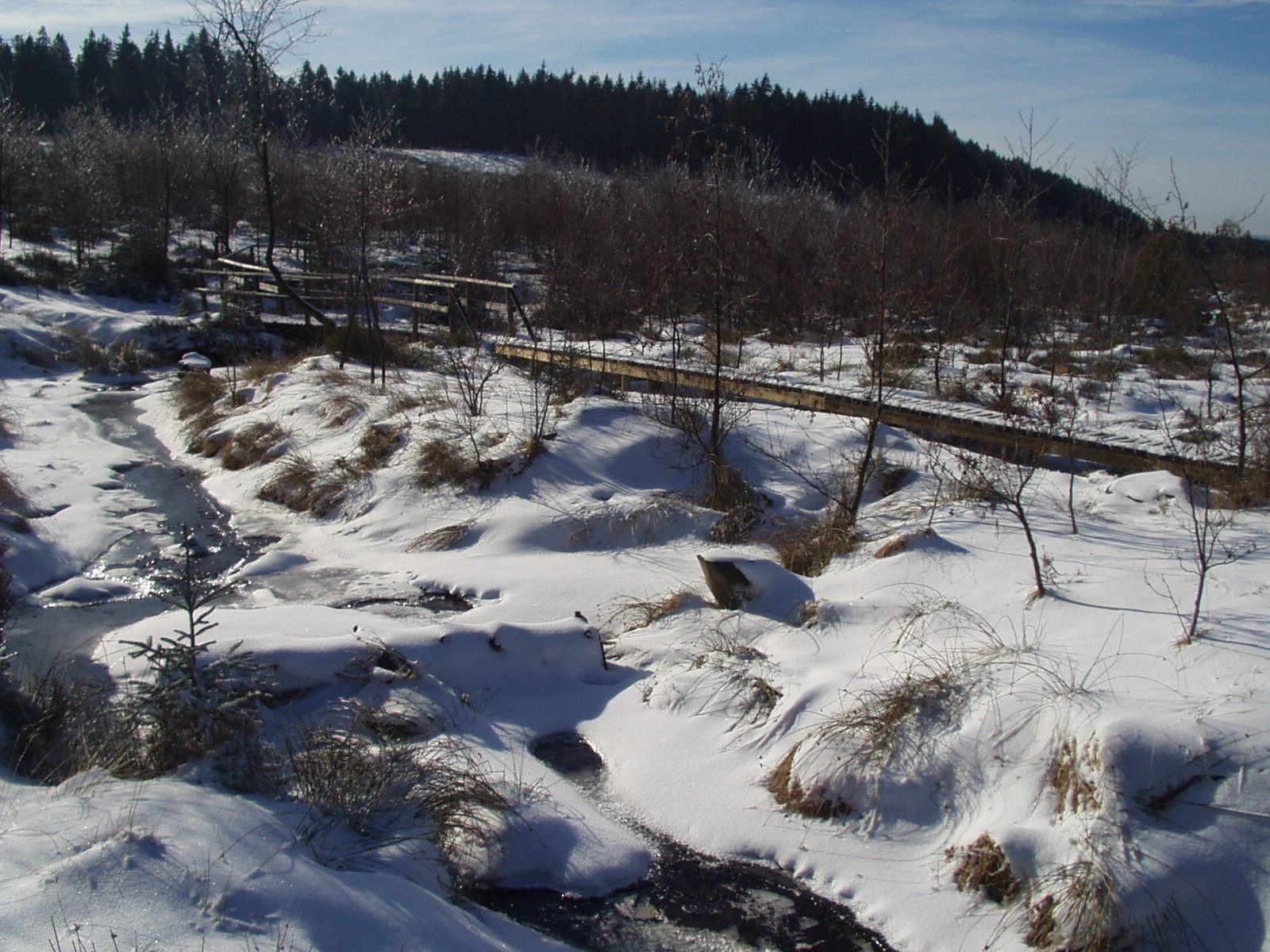
Hiver dans les fagnes. Les ponts en bois permettent de se déplacer sur les landes.
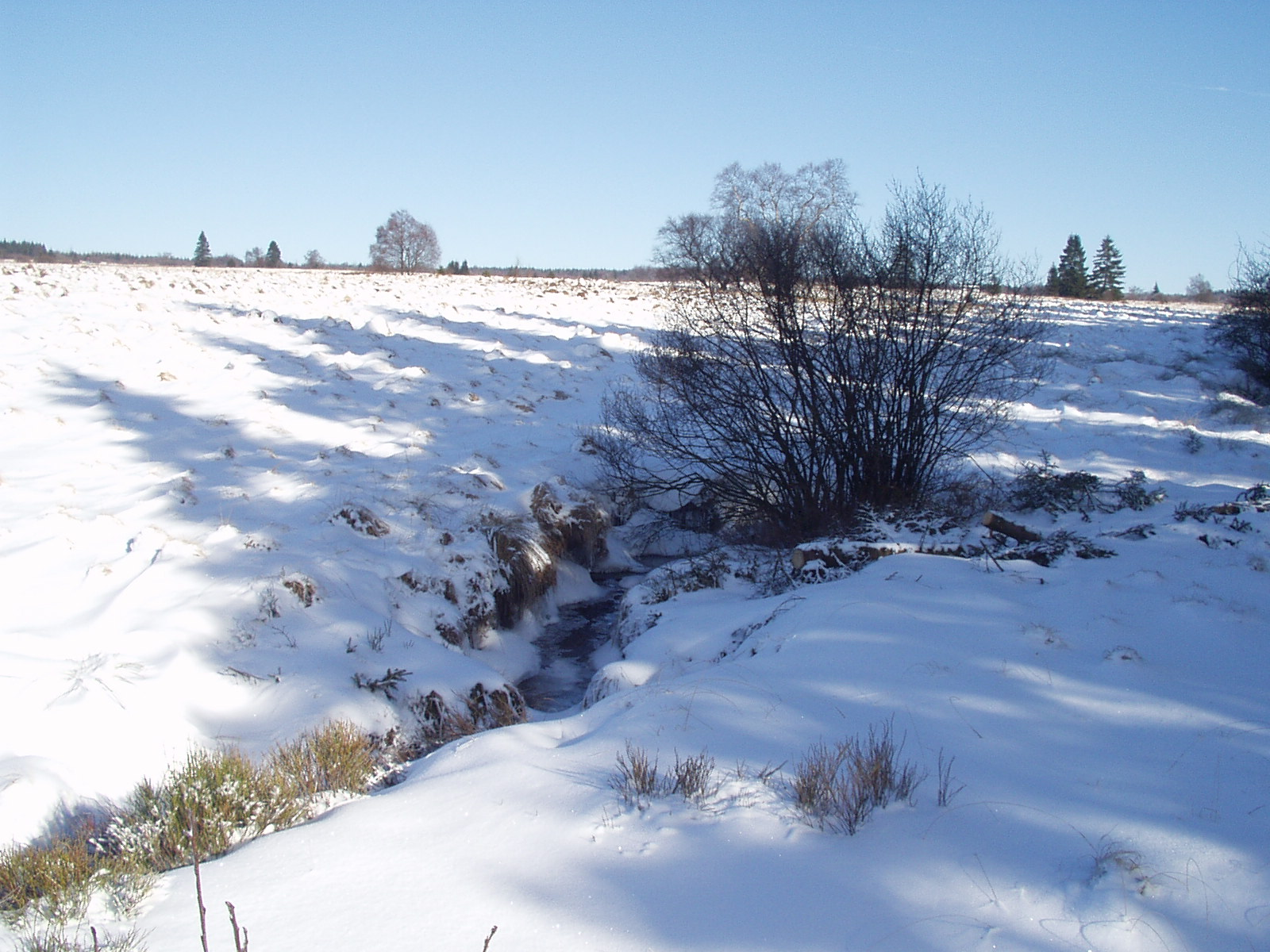
Paysage des fagnes en hiver.

### Sources
: document utilisé comme source pour la rédaction de cet article.
- L'article est en partie inspiré par Les Hautes Fagnes, Carl Kamp, Eifelverein Düren, 1971
- Robert Collard et Vladimir Bronowski, Le Guide du plateau des Hautes Fagnes, Bruxelles, Éditions de l'Octogone, 1993, 433 p. (ISBN 2-930076-00-3)
- Aperçu climatique des Hautes-Fagnes, Pascal Mormal et Christian Tricot, Institut royal météorologique de Belgique, 2004
- Les Oiseaux des Hautes-Fagnes. Histoire et géographie des oiseaux nicheurs, Metzmacher Maxime. Éditions Éole, 2004.
- Guillaume Apollinaire qui vécut à Stavelot en 1899 décrivit la région dans un poème Fagnes de Wallonie